# Polska Liga Koszykówki (2010/2011)
Tauron Basket Liga sezon 2010/2011 – 77. edycja najwyższej klasy rozgrywkowej w męskiej koszykówce w Polsce.

## Zespoły
30 czerwca minął termin zgłoszeń klubów do PLK w sezonie 2010/11, zgłosiło się 12 zespołów. Są to:
Zespoły, które grały w TBL w sezonie 2009/2010:
- Asseco Prokom Gdynia
- Anwil Włocławek
- Polpharma Starogard Gdański
- Trefl Sopot
- PGE Turów Zgorzelec
- AZS Koszalin
- Polonia Warszawa
- Energa Czarni Słupsk
- PBG Basket Poznań
- Kotwica Kołobrzeg

Zespoły, które wywalczyły awans do TBL, poprzez awans z I Ligi:
- Zastal Zielona Góra
- Siarka Tarnobrzeg

Dwa kluby, które utrzymały się w TBL w poprzednim sezonie, nie zgłosiły do Polskiej Ligi Koszykówki wymaganych dokumentów rejestracyjnych na sezon 2010/2011. Są to:
- Znicz Jarosław
- Stal Stalowa Wola

## Runda zasadnicza

### I kolejka
| 6 października 201018:00 | Anwil Włocławek         | 59:56(17:20, 14:13, 8:11, 20:12) | Polonia Warszawa      | Hala Mistrzów, Włocławek Sędzia: Grzegorz Ziemblicki, Robert Aleksandrowicz, Bartłomiej Wojdak (POL) |
| 6 października 201018:00 | Nikola Jovanović 19 ... | 59:56(17:20, 14:13, 8:11, 20:12) | Darnell Hinson 17 ... | Hala Mistrzów, Włocławek Sędzia: Grzegorz Ziemblicki, Robert Aleksandrowicz, Bartłomiej Wojdak (POL) |

| 8 października 201018:00 | Zastal Zielona Góra  | 76:61(22:18, 17:22, 27:8, 10:13) | Asseco Prokom Gdynia     | Hala MOSiR, Zielona Góra Sędzia: Tomasz Kudlicki, Tomasz Trojanowski, Paweł Białas (POL) |
| 8 października 201018:00 | Chris Burgess 19 ... | 76:61(22:18, 17:22, 27:8, 10:13) | Courtney Eldridge 17 ... | Hala MOSiR, Zielona Góra Sędzia: Tomasz Kudlicki, Tomasz Trojanowski, Paweł Białas (POL) |

| 9 października 201018:00 | Siarka Tarnobrzeg    | 92:88(21:24, 21:26, 20:28, 30:10) | Polpharma Starogard Gdański | OSiR "Wisła", Tarnobrzeg Sędzia: Dariusz Lenczowski, Roman Putyra, Wojciech Liszka (POL) |
| 9 października 201018:00 | Kevin Goffney 23 ... | 92:88(21:24, 21:26, 20:28, 30:10) | Kirk Archibeque 17 ...      | OSiR "Wisła", Tarnobrzeg Sędzia: Dariusz Lenczowski, Roman Putyra, Wojciech Liszka (POL) |

| 9 października 201019:00 | PBG Basket Poznań   | 80:78(27:19, 18:18, 23:19, 12:22) | Kotwica Kołobrzeg | Hala AWF, Poznań Sędzia: Janusz Calik, Robert Zieliński, Karina Kamińska (POL) |
| 9 października 201019:00 | Eddie Miller 21 ... | 80:78(27:19, 18:18, 23:19, 12:22) | Ted Scott 30 ...  | Hala AWF, Poznań Sędzia: Janusz Calik, Robert Zieliński, Karina Kamińska (POL) |

| 9 października 201019:00 | Trefl Sopot           | 92:61(26:19, 20:13, 23:10, 23:19) | AZS Koszalin           | Ergo Arena, Gdańsk/Sopot Sędzia: Dariusz Włodkowski, Artur Fiedler, Marcin Koralewski (POL) |
| 9 października 201019:00 | Filip Dylewicz 18 ... | 92:61(26:19, 20:13, 23:10, 23:19) | Winsome Frazier 17 ... | Ergo Arena, Gdańsk/Sopot Sędzia: Dariusz Włodkowski, Artur Fiedler, Marcin Koralewski (POL) |

| 10 października 201018:00 | Energa Czarni Słupsk   | 77:66(25:17, 25:14, 9:16, 18:19) | PGE Turów Zgorzelec     | Hala Gryfia, Słupsk Sędzia: Marek Maliszewski, Grzegorz Czajka, Janusz Kiełbiński (POL) |
| 10 października 201018:00 | Zbigniew Białek 19 ... | 77:66(25:17, 25:14, 9:16, 18:19) | Ivan Zigeranović 16 ... | Hala Gryfia, Słupsk Sędzia: Marek Maliszewski, Grzegorz Czajka, Janusz Kiełbiński (POL) |

### II kolejka
| 13 października 201020:30 | Asseco Prokom Gdynia | 81:53(15:11, 28:11, 21:16, 17:15) | Polonia Warszawa      | Hala Sportowo-Widowiskowa Gdynia, Gdynia Sędzia: Marek Ćmikiewicz, Dariusz Szczerba, Marek Januszonek (POL) |
| 13 października 201020:30 | Bobby Brown 20 ...   | 81:53(15:11, 28:11, 21:16, 17:15) | Darnell Hinson 22 ... | Hala Sportowo-Widowiskowa Gdynia, Gdynia Sędzia: Marek Ćmikiewicz, Dariusz Szczerba, Marek Januszonek (POL) |

| 16 października 201018:00 | PGE Turów Zgorzelec  | 83:79(19:15, 19:19, 19:26, 26:19) | Anwil Włocławek                      | Centrum Sportowe, Zgorzelec Sędzia: Tomasz Trawicki, Andrzej Zalewski, Tomasz Tomaszewski (POL) |
| 16 października 201018:00 | Ivan Koljević 21 ... | 83:79(19:15, 19:19, 19:26, 26:19) | Nikola Jovanović, Paul Miller 16 ... | Centrum Sportowe, Zgorzelec Sędzia: Tomasz Trawicki, Andrzej Zalewski, Tomasz Tomaszewski (POL) |

| 16 października 201018:00 | Kotwica Kołobrzeg | 74:68(20:23, 15:17, 17:8, 22:20) | Trefl Sopot                           | Hala Milenium, Kołobrzeg Sędzia: Maciej Kotulski, Grzegorz Dziopak, Marek Borowy (POL) |
| 16 października 201018:00 | Ted Scott 28 ...  | 74:68(20:23, 15:17, 17:8, 22:20) | Dragan Ćeranić, Filip Dylewicz 15 ... | Hala Milenium, Kołobrzeg Sędzia: Maciej Kotulski, Grzegorz Dziopak, Marek Borowy (POL) |

| 16 października 201018:00 | Polpharma Starogard Gdański | 78:82(16:28, 23:14, 25:22, 14:18) | PBG Basket Poznań    | Hala im. Andrzeja Grubby, Starogard Gdański Sędzia: Marcin Kowalski, Wojciech Imiołek, Robert Mordal (POL) |
| 16 października 201018:00 | Tomasz Cielebąk 17 ...      | 78:82(16:28, 23:14, 25:22, 14:18) | Vladimir Tica 20 ... | Hala im. Andrzeja Grubby, Starogard Gdański Sędzia: Marcin Kowalski, Wojciech Imiołek, Robert Mordal (POL) |

| 16 października 201018:00 | Zastal Zielona Góra  | 80:58(23:18, 20:9, 22:7, 15:24) | Siarka Tarnobrzeg      | Hala MOSiR, Zielona Góra Sędzia: Piotr Pastusiak, Mariusz Adameczek, Adrian Lis (POL) |
| 16 października 201018:00 | Chris Burgess 16 ... | 80:58(23:18, 20:9, 22:7, 15:24) | Michael Deloach 15 ... | Hala MOSiR, Zielona Góra Sędzia: Piotr Pastusiak, Mariusz Adameczek, Adrian Lis (POL) |

| 17 października 201018:00 | AZS Koszalin          | 75:103(19:25, 15:23, 14:34, 27:21) | Energa Czarni Słupsk  | Hala Gwardia, Koszalin Sędzia: Jakub Zamojski, Roman Kuczyński, Dariusz Zapolski (POL) |
| 17 października 201018:00 | Damien Kinloch 21 ... | 75:103(19:25, 15:23, 14:34, 27:21) | Paweł Leończyk 16 ... | Hala Gwardia, Koszalin Sędzia: Jakub Zamojski, Roman Kuczyński, Dariusz Zapolski (POL) |

### III kolejka
| 22 października 201018:15 | Energa Czarni Słupsk     | 82:73(29:16, 25:25, 8:20, 20:12) | Kotwica Kołobrzeg | Hala Gryfia, Słupsk Sędzia: Marek Maliszewski, Robert Aleksandrowicz, Wojciech Liszka (POL) |
| 22 października 201018:15 | Cameron Bennerman 22 ... | 82:73(29:16, 25:25, 8:20, 20:12) | Ted Scott 25 ...  | Hala Gryfia, Słupsk Sędzia: Marek Maliszewski, Robert Aleksandrowicz, Wojciech Liszka (POL) |

| 23 października 201018:00 | Anwil Włocławek                       | 89:82(23:18, 23:27, 24:21, 19:16) | AZS Koszalin           | Hala Mistrzów, Włocławek Sędzia: Dariusz Włodkowski, Dariusz Lenczowski, Grzegorz Czajka (POL) |
| 23 października 201018:00 | Nikola Jovanović, Chris Thomas 18 ... | 89:82(23:18, 23:27, 24:21, 19:16) | Winsome Frazier 23 ... | Hala Mistrzów, Włocławek Sędzia: Dariusz Włodkowski, Dariusz Lenczowski, Grzegorz Czajka (POL) |

| 23 października 201019:00 | Siarka Tarnobrzeg    | 71:88(21:18, 14:18, 13:22, 23:30) | Asseco Prokom Gdynia | OSiR "Wisła", Tarnobrzeg Sędzia: Janusz Calik, Robert Zieliński, Karina Kamińska (POL) |
| 23 października 201019:00 | Kevin Goffney 30 ... | 71:88(21:18, 14:18, 13:22, 23:30) | Bobby Brown 25 ...   | OSiR "Wisła", Tarnobrzeg Sędzia: Janusz Calik, Robert Zieliński, Karina Kamińska (POL) |

| 23 października 201019:00 | PBG Basket Poznań                       | 79:84 (pd.)(24:22, 17:19, 19:14, 12:17, dogr. 7:12) | Zastal Zielona Góra   | Hala AWF, Poznań Sędzia: Grzegorz Ziemblicki, Roman Putyra, Damian Ottenburger (POL) |
| 23 października 201019:00 | Vladimir Tica, Łukasz Wiśniewski 15 ... | 79:84 (pd.)(24:22, 17:19, 19:14, 12:17, dogr. 7:12) | Tomasz Kęsicki 22 ... | Hala AWF, Poznań Sędzia: Grzegorz Ziemblicki, Roman Putyra, Damian Ottenburger (POL) |

| 24 października 201018:00 | Trefl Sopot            | 91:65(24:21, 23:19, 16:12, 28:13) | Polpharma Starogard Gdański | Ergo Arena, Gdańsk/Sopot Sędzia: Marek Ćmikiewicz, Tomasz Kudlicki, Janusz Kiełbiński (POL) |
| 24 października 201018:00 | Giedrius Gustas 20 ... | 91:65(24:21, 23:19, 16:12, 28:13) | Deonta Vaughn 12 ...        | Ergo Arena, Gdańsk/Sopot Sędzia: Marek Ćmikiewicz, Tomasz Kudlicki, Janusz Kiełbiński (POL) |

| 25 października 201018:15 | PGE Turów Zgorzelec | 80:87(24:16, 15:30, 19:18, 22:23) | Polonia Warszawa    | Centrum Sportowe, Zgorzelec Sędzia: Jakub Zamojski, Artur Fiedler, Marcin Koralewski (POL) |
| 25 października 201018:15 | Torey Thomas 20 ... | 80:87(24:16, 15:30, 19:18, 22:23) | Harding Nana 24 ... | Centrum Sportowe, Zgorzelec Sędzia: Jakub Zamojski, Artur Fiedler, Marcin Koralewski (POL) |

### IV kolejka
| 30 października 201018:00 | Siarka Tarnobrzeg      | 75:76(13:21, 22:22, 25:13, 15:20) | PBG Basket Poznań   | OSiR "Wisła", Tarnobrzeg |
| 30 października 201018:00 | Stanley Pringle 20 ... | 75:76(13:21, 22:22, 25:13, 15:20) | Eddie Miller 19 ... | OSiR "Wisła", Tarnobrzeg |

| 30 października 201018:00 | Kotwica Kołobrzeg     | 74:84(16:25, 21:14, 16:28, 21:17) | Anwil Włocławek      | Hala Milenium, Kołobrzeg Sędzia: Dariusz Włodkowski, Mariusz Adameczek, Robert Mordal (POL) |
| 30 października 201018:00 | Darrell Harris 27 ... | 74:84(16:25, 21:14, 16:28, 21:17) | Andrzej Pluta 25 ... | Hala Milenium, Kołobrzeg Sędzia: Dariusz Włodkowski, Mariusz Adameczek, Robert Mordal (POL) |

| 30 października 201018:00 | Zastal Zielona Góra  | 72:71(18:24, 15:16, 26:9, 13:22) | Trefl Sopot             | Hala MOSiR, Zielona Góra Sędzia: Marcin Kowalski, Roman Kuczyński, Dariusz Zapolski (POL) |
| 30 października 201018:00 | Chris Burgess 19 ... | 72:71(18:24, 15:16, 26:9, 13:22) | Marcin Stefański 18 ... | Hala MOSiR, Zielona Góra Sędzia: Marcin Kowalski, Roman Kuczyński, Dariusz Zapolski (POL) |

| 30 października 201018:00 | AZS Koszalin           | 87:76(18:16, 26:13, 20:24, 23:23) | Polonia Warszawa      | Hala Gwardia, Koszalin Sędzia: Piotr Pastusiak, Adrian Lis, Bartłomiej Wojdak (POL) |
| 30 października 201018:00 | Winsome Frazier 24 ... | 87:76(18:16, 26:13, 20:24, 23:23) | Darnell Hinson 24 ... | Hala Gwardia, Koszalin Sędzia: Piotr Pastusiak, Adrian Lis, Bartłomiej Wojdak (POL) |

| 31 października 201016:00 | Polpharma Starogard Gdański           | 72:76(21:19, 25:16, 10:17, 16:24) | Energa Czarni Słupsk     | Hala im. Andrzeja Grubby, Starogard Gdański Sędzia: Tomasz Trawicki, Dariusz Szczerba, Andrzej Zalewski (POL) |
| 31 października 201016:00 | Michael Hicks, Tomasz Cielebąk 13 ... | 72:76(21:19, 25:16, 10:17, 16:24) | Jerel Blassingame 23 ... | Hala im. Andrzeja Grubby, Starogard Gdański Sędzia: Tomasz Trawicki, Dariusz Szczerba, Andrzej Zalewski (POL) |

| 16 marca 201118:00 | Asseco Prokom Gdynia | 73:72(11:20, 19:14, 22:18, 21:20) | PGE Turów Zgorzelec   | Hala Sportowo-Widowiskowa Gdynia, Gdynia Sędzia: Marek Ćmikiewicz, Roman Putyra, Dariusz Zapolski (POL) |
| 16 marca 201118:00 | Daniel Ewing 15 ...  | 73:72(11:20, 19:14, 22:18, 21:20) | Konrad Wysocki 15 ... | Hala Sportowo-Widowiskowa Gdynia, Gdynia Sędzia: Marek Ćmikiewicz, Roman Putyra, Dariusz Zapolski (POL) |

### V kolejka
| 6 listopada 201017:00 | PGE Turów Zgorzelec    | 79:68(20:13, 10:16, 22:15, 27:24) | AZS Koszalin           | Centrum Sportowe, Zgorzelec Sędzia: Marek Ćmikiewicz, Roman Putyra, Karina Kamińska (POL) |
| 6 listopada 201017:00 | Robert Tomaszek 14 ... | 79:68(20:13, 10:16, 22:15, 27:24) | Slavisa Bogavac 18 ... | Centrum Sportowe, Zgorzelec Sędzia: Marek Ćmikiewicz, Roman Putyra, Karina Kamińska (POL) |

| 6 listopada 201018:00 | Polonia Warszawa                       | 84:79(23:12, 24:21, 14:10, 23:36) | Kotwica Kołobrzeg     | Hala Koło, Warszawa Sędzia: Grzegorz Ziemblicki, Mariusz Adameczek, Paweł Białas (POL) |
| 6 listopada 201018:00 | Marcin Nowakowski, Harding Nana 17 ... | 84:79(23:12, 24:21, 14:10, 23:36) | Darrell Harris 17 ... | Hala Koło, Warszawa Sędzia: Grzegorz Ziemblicki, Mariusz Adameczek, Paweł Białas (POL) |

| 6 listopada 201018:00 | Anwil Włocławek    | 82:84(24:15, 10:29, 33:18, 15:22) | Polpharma Starogard Gdański | Hala Mistrzów, Włocławek Sędzia: Janusz Calik, Tomasz Kudlicki, Marcin Koralewski (POL) |
| 6 listopada 201018:00 | DJ Thompson 19 ... | 82:84(24:15, 10:29, 33:18, 15:22) | Kamil Chanas 21 ...         | Hala Mistrzów, Włocławek Sędzia: Janusz Calik, Tomasz Kudlicki, Marcin Koralewski (POL) |

| 6 listopada 201018:00 | Energa Czarni Słupsk     | 85:83(20:24, 21:23, 20:19, 24:17) | Zastal Zielona Góra  | Hala Gryfia, Słupsk Sędzia: Dariusz Włodkowski, Artur Fiedler, Wojciech Imiołek (POL) |
| 6 listopada 201018:00 | Mantas Česnauskis 17 ... | 85:83(20:24, 21:23, 20:19, 24:17) | Chris Burgess 22 ... | Hala Gryfia, Słupsk Sędzia: Dariusz Włodkowski, Artur Fiedler, Wojciech Imiołek (POL) |

| 7 listopada 201015:00 | PBG Basket Poznań    | 80:64(21:26, 15:7, 17:15, 27:16) | Asseco Prokom Gdynia | Hala AWF, Poznań Sędzia: Dariusz Lenczowski, Dariusz Szczerba, Wojciech Liszka (POL) |
| 7 listopada 201015:00 | Cliff Hawkins 16 ... | 80:64(21:26, 15:7, 17:15, 27:16) | Bobby Brown 29 ...   | Hala AWF, Poznań Sędzia: Dariusz Lenczowski, Dariusz Szczerba, Wojciech Liszka (POL) |

| 7 listopada 201018:00 | Trefl Sopot           | 79:63(23:14, 22:20, 18:17, 16:12) | Siarka Tarnobrzeg    | Ergo Arena, Gdańsk/Sopot Sędzia: Marek Maliszewski, Robert Aleksandrowicz, Tomasz Trojanowski (POL) |
| 7 listopada 201018:00 | Filip Dylewicz 23 ... | 79:63(23:14, 22:20, 18:17, 16:12) | Kevin Goffney 13 ... | Ergo Arena, Gdańsk/Sopot Sędzia: Marek Maliszewski, Robert Aleksandrowicz, Tomasz Trojanowski (POL) |

### VI kolejka
| 13 listopada 201018:00 | Polpharma Starogard Gdański | 89:62(17:20, 21:10, 26:15, 25:17) | Polonia Warszawa   | Hala im. Andrzeja Grubby, Starogard Gdański Sędzia: Jakub Zamojski, Roman Kuczyński, Bartłomiej Wojdak (POL) |
| 13 listopada 201018:00 | Michael Hicks 21 ...        | 89:62(17:20, 21:10, 26:15, 25:17) | Tony Easley 14 ... | Hala im. Andrzeja Grubby, Starogard Gdański Sędzia: Jakub Zamojski, Roman Kuczyński, Bartłomiej Wojdak (POL) |

| 13 listopada 201018:00 | Kotwica Kołobrzeg | 90:87 (pd.)(16:20, 19:23, 17:19, 27:17, dogr. 11:8) | PGE Turów Zgorzelec | Hala Milenium, Kołobrzeg Sędzia: Tomasz Trawicki, Dariusz Zapolski, Janusz Kiełbiński (POL) |
| 13 listopada 201018:00 | Ted Scott 37 ...  | 90:87 (pd.)(16:20, 19:23, 17:19, 27:17, dogr. 11:8) | Torey Thomas 15 ... | Hala Milenium, Kołobrzeg Sędzia: Tomasz Trawicki, Dariusz Zapolski, Janusz Kiełbiński (POL) |

| 13 listopada 201018:00 | Zastal Zielona Góra | 79:69(20:19, 18:20, 26:14, 15:16) | Anwil Włocławek   | Hala MOSiR, Zielona Góra Sędzia: Maciej Kotulski, Dariusz Szczerba, Tomasz Tomaszewski (POL) |
| 13 listopada 201018:00 | Walter Hodge 27 ... | 79:69(20:19, 18:20, 26:14, 15:16) | Eric Hicks 20 ... | Hala MOSiR, Zielona Góra Sędzia: Maciej Kotulski, Dariusz Szczerba, Tomasz Tomaszewski (POL) |

| 13 listopada 201018:00 | Siarka Tarnobrzeg     | 73:81(21:14, 21:19, 19:21, 8:15, dogr. 4:12) | Energa Czarni Słupsk     | OSiR "Wisła", Tarnobrzeg Sędzia: Marcin Kowalski, Mariusz Adameczek, Robert Mordal (POL) |
| 13 listopada 201018:00 | Louis Truscott 18 ... | 73:81(21:14, 21:19, 19:21, 8:15, dogr. 4:12) | Mantas Česnauskis 17 ... | OSiR "Wisła", Tarnobrzeg Sędzia: Marcin Kowalski, Mariusz Adameczek, Robert Mordal (POL) |

| 14 listopada 201019:00 | PBG Basket Poznań        | 58:66(15:15, 14:17, 14:14, 15:20) | Trefl Sopot               | Hala AWF, Poznań Sędzia: Piotr Pastusiak, Grzegorz Czajka, Marek Januszonek (POL) |
| 14 listopada 201019:00 | Łukasz Wiśniewski 11 ... | 58:66(15:15, 14:17, 14:14, 15:20) | Lorinza Harrington 11 ... | Hala AWF, Poznań Sędzia: Piotr Pastusiak, Grzegorz Czajka, Marek Januszonek (POL) |

| 23 marca 201120:00 | Asseco Prokom Gdynia | 105:85(28:18, 23:16, 30:25, 24:26) | AZS Koszalin           | Hala Sportowo-Widowiskowa Gdynia, Gdynia Sędzia: Dariusz Lenczowski, Andrzej Zalewski, Dariusz Zapolski (POL) |
| 23 marca 201120:00 | Filip Widenow 15 ... | 105:85(28:18, 23:16, 30:25, 24:26) | Slavisa Bogavac 21 ... | Hala Sportowo-Widowiskowa Gdynia, Gdynia Sędzia: Dariusz Lenczowski, Andrzej Zalewski, Dariusz Zapolski (POL) |

### VII kolejka
| 19 listopada 201018:00 | PGE Turów Zgorzelec  | 92:84(28:22, 12:16, 23:18, 29:28) | Polpharma Starogard Gdański | Centrum Sportowe, Zgorzelec Sędzia: Grzegorz Ziemblicki, Dariusz Zapolski, Wojciech Imiołek (POL) |
| 19 listopada 201018:00 | Ivan Koljević 17 ... | 92:84(28:22, 12:16, 23:18, 29:28) | Michael Hicks 23 ...        | Centrum Sportowe, Zgorzelec Sędzia: Grzegorz Ziemblicki, Dariusz Zapolski, Wojciech Imiołek (POL) |

| 16 marca 201118:00 | Polonia Warszawa      | 86:66(29:18, 22:19, 16:15, 19:14) | Zastal Zielona Góra  | Hala Koło, Warszawa Sędzia: Janusz Calik, Dariusz Włodkowski, Andrzej Zalewski (POL) |
| 16 marca 201118:00 | Darnell Hinson 16 ... | 86:66(29:18, 22:19, 16:15, 19:14) | Chris Burgess 17 ... | Hala Koło, Warszawa Sędzia: Janusz Calik, Dariusz Włodkowski, Andrzej Zalewski (POL) |

| 20 listopada 201018:00 | Anwil Włocławek         | 75:60(25:14, 16:21, 19:14, 15:11) | Siarka Tarnobrzeg     | Hala Mistrzów, Włocławek Sędzia: Grzegorz Czajka, Roman Kuczyński, Robert Zieliński (POL) |
| 20 listopada 201018:00 | Nikola Jovanović 23 ... | 75:60(25:14, 16:21, 19:14, 15:11) | Marek Miszczuk 18 ... | Hala Mistrzów, Włocławek Sędzia: Grzegorz Czajka, Roman Kuczyński, Robert Zieliński (POL) |

| 20 listopada 201018:00 | Energa Czarni Słupsk   | 82:76(14:25, 22:10, 30:24, 16:17) | PBG Basket Poznań   | Hala Gryfia, Słupsk Sędzia: Marcin Kowalski, Adrian Lis, Damian Ottenburger (POL) |
| 20 listopada 201018:00 | Zbigniew Białek 21 ... | 82:76(14:25, 22:10, 30:24, 16:17) | Jeremy Fears 18 ... | Hala Gryfia, Słupsk Sędzia: Marcin Kowalski, Adrian Lis, Damian Ottenburger (POL) |

| 20 listopada 201020:00 | AZS Koszalin           | 79:88(15:22, 21:25, 28:18, 15:23) | Kotwica Kołobrzeg | Hala Gwardia, Koszalin Sędzia: Maciej Kotulski, Grzegorz Dziopak, Robert Aleksandrowicz (POL) |
| 20 listopada 201020:00 | Winsome Frazier 19 ... | 79:88(15:22, 21:25, 28:18, 15:23) | Ted Scott 33 ...  | Hala Gwardia, Koszalin Sędzia: Maciej Kotulski, Grzegorz Dziopak, Robert Aleksandrowicz (POL) |

| 21 listopada 201018:00 | Trefl Sopot             | 69:79 (pd.)(19:20, 17:20, 19:12, 14:17, dogr. 0:10) | Asseco Prokom Gdynia | Ergo Arena, Gdańsk/Sopot Sędzia: Jakub Zamojski, Dariusz Lenczowski, Artur Fiedler (POL) |
| 21 listopada 201018:00 | Marcin Stefański 13 ... | 69:79 (pd.)(19:20, 17:20, 19:12, 14:17, dogr. 0:10) | J.R. Giddens 22 ...  | Ergo Arena, Gdańsk/Sopot Sędzia: Jakub Zamojski, Dariusz Lenczowski, Artur Fiedler (POL) |

### VIII kolejka
| 27 listopada 201018:00 | Polpharma Starogard Gdański | 84:71(20:13, 21:14, 33:26, 10:18) | AZS Koszalin          | Hala im. Andrzeja Grubby, Starogard Gdański Sędzia: Jakub Zamojski, Tomasz Trojanowski, Karina Kamińska (POL) |
| 27 listopada 201018:00 | Michael Hicks 19 ...        | 84:71(20:13, 21:14, 33:26, 10:18) | Damien Kinloch 18 ... | Hala im. Andrzeja Grubby, Starogard Gdański Sędzia: Jakub Zamojski, Tomasz Trojanowski, Karina Kamińska (POL) |

| 27 listopada 201019:00 | PBG Basket Poznań   | 73:89(21:23, 15:30, 21:19, 16:17) | Anwil Włocławek                | Hala AWF, Poznań Sędzia: Tomasz Trawicki, Mariusz Adameczek, Paweł Białas (POL) |
| 27 listopada 201019:00 | Eddie Miller 21 ... | 73:89(21:23, 15:30, 21:19, 16:17) | Eric Hicks, DJ Thompson 15 ... | Hala AWF, Poznań Sędzia: Tomasz Trawicki, Mariusz Adameczek, Paweł Białas (POL) |

| 27 listopada 201019:00 | Siarka Tarnobrzeg    | 60:75(11:19, 21:12, 12:20, 16:24) | Polonia Warszawa      | OSiR "Wisła", Tarnobrzeg Sędzia: Grzegorz Ziemblicki, Robert Aleksandrowicz, Marek Borowy (POL) |
| 27 listopada 201019:00 | Bartosz Krupa 15 ... | 60:75(11:19, 21:12, 12:20, 16:24) | Darnell Hinson 18 ... | OSiR "Wisła", Tarnobrzeg Sędzia: Grzegorz Ziemblicki, Robert Aleksandrowicz, Marek Borowy (POL) |

| 28 listopada 201018:00 | Zastal Zielona Góra  | 69:73(19:20, 19:20, 17:18, 14:15) | PGE Turów Zgorzelec  | Hala MOSiR, Zielona Góra Sędzia: Marek Ćmikiewicz, Marek Maliszewski, Robert Mordal (POL) |
| 28 listopada 201018:00 | Žarko Čomagić 15 ... | 69:73(19:20, 19:20, 17:18, 14:15) | David Jackson 18 ... | Hala MOSiR, Zielona Góra Sędzia: Marek Ćmikiewicz, Marek Maliszewski, Robert Mordal (POL) |

| 28 listopada 201020:00 | Trefl Sopot                           | 73:82(17:21, 25:27, 14:13, 17:21) | Energa Czarni Słupsk     | Ergo Arena, Gdańsk/Sopot Sędzia: Tomasz Kudlicki, Wojciech Liszka, Tomasz Tomaszewski (POL) |
| 28 listopada 201020:00 | Dragan Ćeranić, Filip Dylewicz 14 ... | 73:82(17:21, 25:27, 14:13, 17:21) | Cameron Bennerman 21 ... | Ergo Arena, Gdańsk/Sopot Sędzia: Tomasz Kudlicki, Wojciech Liszka, Tomasz Tomaszewski (POL) |

| 2 marca 201119:00 | Asseco Prokom Gdynia | 88:95(21:21, 24:22, 23:19, 20:33) | Kotwica Kołobrzeg                | Hala Sportowo-Widowiskowa Gdynia, Gdynia Sędzia: Tomasz Trawicki, Piotr Pastusiak, Dariusz Zapolski (POL) |
| 2 marca 201119:00 | Filip Widenow 23 ... | 88:95(21:21, 24:22, 23:19, 20:33) | Anthony Fisher, Ted Scott 24 ... | Hala Sportowo-Widowiskowa Gdynia, Gdynia Sędzia: Tomasz Trawicki, Piotr Pastusiak, Dariusz Zapolski (POL) |

### IX kolejka
| 3 grudnia 201018:00 | Anwil Włocławek    | 79:84(19:27, 19:14, 15:17, 26:26) | Trefl Sopot           | Hala Mistrzów, Włocławek Sędzia: Marek Ćmikiewicz, Piotr Pastusiak, Marek Borowy (POL) |
| 3 grudnia 201018:00 | Paul Miller 15 ... | 79:84(19:27, 19:14, 15:17, 26:26) | Filip Dylewicz 24 ... | Hala Mistrzów, Włocławek Sędzia: Marek Ćmikiewicz, Piotr Pastusiak, Marek Borowy (POL) |

| 4 grudnia 201018:00 | Kotwica Kołobrzeg | 67:81(10:28, 15:16, 12:16, 30:21) | Polpharma Starogard Gdański | Hala Milenium, Kołobrzeg Sędzia: Marcin Kowalski, Roman Putyra, Marek Januszonek (POL) |
| 4 grudnia 201018:00 | Ted Scott 28 ...  | 67:81(10:28, 15:16, 12:16, 30:21) | Michael Hicks 15 ...        | Hala Milenium, Kołobrzeg Sędzia: Marcin Kowalski, Roman Putyra, Marek Januszonek (POL) |

| 4 grudnia 201018:00 | AZS Koszalin        | 93:87(23:23, 21:26, 23:31, 26:7) | Zastal Zielona Góra  | Hala Gwardia, Koszalin Sędzia: Grzegorz Ziemblicki, Mariusz Adameczek, Damian Ottenburger (POL) |
| 4 grudnia 201018:00 | Marcin Sroka 26 ... | 93:87(23:23, 21:26, 23:31, 26:7) | Jakub Dłoniak 18 ... | Hala Gwardia, Koszalin Sędzia: Grzegorz Ziemblicki, Mariusz Adameczek, Damian Ottenburger (POL) |

| 4 grudnia 201020:15 | PGE Turów Zgorzelec  | 102:68(25:14, 26:18, 26:18, 25:18) | Siarka Tarnobrzeg    | Centrum Sportowe, Zgorzelec Sędzia: Dariusz Lenczowski, Andrzej Zalewski, Marcin Koralewski (POL) |
| 4 grudnia 201020:15 | Ivan Koljević 17 ... | 102:68(25:14, 26:18, 26:18, 25:18) | Kevin Goffney 29 ... | Centrum Sportowe, Zgorzelec Sędzia: Dariusz Lenczowski, Andrzej Zalewski, Marcin Koralewski (POL) |

| 5 grudnia 201017:30 | Polonia Warszawa    | 68:67(15:20, 18:26, 14:12, 21:9) | PBG Basket Poznań    | Hala Koło, Warszawa Sędzia: Dariusz Włodkowski, Maciej Kotulski, Janusz Kiełbiński (POL) |
| 5 grudnia 201017:30 | Harding Nana 17 ... | 68:67(15:20, 18:26, 14:12, 21:9) | Vladimir Tica 16 ... | Hala Koło, Warszawa Sędzia: Dariusz Włodkowski, Maciej Kotulski, Janusz Kiełbiński (POL) |

| 5 grudnia 201018:00 | Asseco Prokom Gdynia | 76:73(15:24, 17:12, 20:21, 24:16) | Energa Czarni Słupsk     | Hala Sportowo-Widowiskowa Gdynia, Gdynia Sędzia: Janusz Calik, Tomasz Kudlicki, Grzegorz Dziopak (POL) |
| 5 grudnia 201018:00 | J.R. Giddens 16 ...  | 76:73(15:24, 17:12, 20:21, 24:16) | Cameron Bennerman 20 ... | Hala Sportowo-Widowiskowa Gdynia, Gdynia Sędzia: Janusz Calik, Tomasz Kudlicki, Grzegorz Dziopak (POL) |

### X kolejka
| 11 grudnia 201015:00 | Energa Czarni Słupsk     | 95:86(22:27, 34:10, 18:21, 21:28) | Anwil Włocławek   | Hala Gryfia, Słupsk Sędzia: Dariusz Włodkowski, Dariusz Szczerba, Robert Zieliński (POL) |
| 11 grudnia 201015:00 | Cameron Bennerman 18 ... | 95:86(22:27, 34:10, 18:21, 21:28) | Eric Hicks 20 ... | Hala Gryfia, Słupsk Sędzia: Dariusz Włodkowski, Dariusz Szczerba, Robert Zieliński (POL) |

| 11 grudnia 201018:00 | Zastal Zielona Góra | 74:73(20:19, 17:17, 19:20, 18:17) | Kotwica Kołobrzeg | Hala MOSiR, Zielona Góra Sędzia: Tomasz Trawicki, Robert Aleksandrowicz, Dariusz Zapolski (POL) |
| 11 grudnia 201018:00 | Walter Hodge 25 ... | 74:73(20:19, 17:17, 19:20, 18:17) | Ted Scott 27 ...  | Hala MOSiR, Zielona Góra Sędzia: Tomasz Trawicki, Robert Aleksandrowicz, Dariusz Zapolski (POL) |

| 11 grudnia 201018:00 | PBG Basket Poznań     | 71:72 (pd.)(19:8, 21:12, 8:20, 17:25, dogr. 6:7) | PGE Turów Zgorzelec | Hala AWF, Poznań Sędzia: Piotr Pastusiak, Grzegorz Czajka, Adrian Lis (POL) |
| 11 grudnia 201018:00 | Patrick Okafor 20 ... | 71:72 (pd.)(19:8, 21:12, 8:20, 17:25, dogr. 6:7) | Marko Brkić 19 ...  | Hala AWF, Poznań Sędzia: Piotr Pastusiak, Grzegorz Czajka, Adrian Lis (POL) |

| 11 grudnia 201019:00 | Siarka Tarnobrzeg  | 84:98(17:27, 23:22, 20:27, 24:22) | AZS Koszalin        | OSiR "Wisła", Tarnobrzeg Sędzia: Tomasz Kudlicki, Tomasz Trojanowski, Paweł Białas (POL) |
| 11 grudnia 201019:00 | Daniel Wall 17 ... | 84:98(17:27, 23:22, 20:27, 24:22) | George Reese 29 ... | OSiR "Wisła", Tarnobrzeg Sędzia: Tomasz Kudlicki, Tomasz Trojanowski, Paweł Białas (POL) |

| 11 grudnia 201014:00 | Asseco Prokom Gdynia | 89:82(23:21, 20:26, 25:15, 21:20) | Polpharma Starogard Gdański | Hala Sportowo-Widowiskowa Gdynia, Gdynia Sędzia: Marek Maliszewski, Artur Fiedler, Robert Mordal (POL) |
| 11 grudnia 201014:00 | Daniel Ewing 17 ...  | 89:82(23:21, 20:26, 25:15, 21:20) | Michael Hicks 20 ...        | Hala Sportowo-Widowiskowa Gdynia, Gdynia Sędzia: Marek Maliszewski, Artur Fiedler, Robert Mordal (POL) |

| 12 grudnia 201018:00 | Trefl Sopot             | 71:65(20:19, 16:18, 17:15, 18:13) | Polonia Warszawa         | Ergo Arena, Gdańsk/Sopot Sędzia: Grzegorz Ziemblicki, Roman Kuczyński, Bartłomiej Wojdak (POL) |
| 12 grudnia 201018:00 | Lawrence Kinnard 16 ... | 71:65(20:19, 16:18, 17:15, 18:13) | Marcin Nowakowski 15 ... | Ergo Arena, Gdańsk/Sopot Sędzia: Grzegorz Ziemblicki, Roman Kuczyński, Bartłomiej Wojdak (POL) |

### XI kolejka
| 17 grudnia 201018:00 | Kotwica Kołobrzeg | 87:97 (pd.)(16:27, 17:22, 23:18, 23:12, dogr. 8:18) | Siarka Tarnobrzeg      | Hala Milenium, Kołobrzeg Sędzia: Janusz Calik, Wojciech Imiołek, Tomasz Tomaszewski (POL) |
| 17 grudnia 201018:00 | Ted Scott 41 ...  | 87:97 (pd.)(16:27, 17:22, 23:18, 23:12, dogr. 8:18) | Stanley Pringle 27 ... | Hala Milenium, Kołobrzeg Sędzia: Janusz Calik, Wojciech Imiołek, Tomasz Tomaszewski (POL) |

| 18 grudnia 201015:00 | Polpharma Starogard Gdański | 82:61(17:18, 22:20, 23:14, 20:9) | Zastal Zielona Góra     | Hala im. Andrzeja Grubby, Starogard Gdański Sędzia: Maciej Kotulski, Grzegorz Dziopak, Marcin Koralewski (POL) |
| 18 grudnia 201015:00 | Robert Skibniewski 19 ...   | 82:61(17:18, 22:20, 23:14, 20:9) | Trenton Marshall 16 ... | Hala im. Andrzeja Grubby, Starogard Gdański Sędzia: Maciej Kotulski, Grzegorz Dziopak, Marcin Koralewski (POL) |

| 18 grudnia 201018:00 | Polonia Warszawa      | 78:82(18:10, 16:25, 21:27, 23:20) | Energa Czarni Słupsk     | Hala Koło, Warszawa Sędzia: Marek Ćmikiewicz, Dariusz Lenczowski, Tomasz Trojanowski (POL) |
| 18 grudnia 201018:00 | Darnell Hinson 30 ... | 78:82(18:10, 16:25, 21:27, 23:20) | Mantas Česnauskis 18 ... | Hala Koło, Warszawa Sędzia: Marek Ćmikiewicz, Dariusz Lenczowski, Tomasz Trojanowski (POL) |

| 18 grudnia 201018:00 | AZS Koszalin        | 81:76(28:19, 13:16, 20:15, 20:26) | PBG Basket Poznań    | Hala Gwardia, Koszalin Sędzia: Marcin Kowalski, Roman Putyra, Wojciech Liszka (POL) |
| 18 grudnia 201018:00 | George Reese 18 ... | 81:76(28:19, 13:16, 20:15, 20:26) | Vladimir Tica 16 ... | Hala Gwardia, Koszalin Sędzia: Marcin Kowalski, Roman Putyra, Wojciech Liszka (POL) |

| 19 grudnia 201018:00 | PGE Turów Zgorzelec | 81:83 (pd.)(20:13, 16:14, 21:29, 18:19, dogr. 6:8) | Trefl Sopot           | Centrum Sportowe, Zgorzelec Sędzia: Grzegorz Ziemblicki, Tomasz Trawicki, Karina Kamińska (POL) |
| 19 grudnia 201018:00 | Marko Brkić 17 ...  | 81:83 (pd.)(20:13, 16:14, 21:29, 18:19, dogr. 6:8) | Paweł Kikowski 21 ... | Centrum Sportowe, Zgorzelec Sędzia: Grzegorz Ziemblicki, Tomasz Trawicki, Karina Kamińska (POL) |

| 15 stycznia 201116:00 | Asseco Prokom Gdynia | 80:71(22:16, 20:14, 19:23, 19:18) | Anwil Włocławek         | Hala Sportowo-Widowiskowa Gdynia, Gdynia Sędzia: Marek Ćmikiewicz, Maciej Kotulski, Grzegorz Czajka (POL) |
| 15 stycznia 201116:00 | Daniel Ewing 29 ...  | 80:71(22:16, 20:14, 19:23, 19:18) | Nikola Jovanović 15 ... | Hala Sportowo-Widowiskowa Gdynia, Gdynia Sędzia: Marek Ćmikiewicz, Maciej Kotulski, Grzegorz Czajka (POL) |

### XII kolejka
| 2 stycznia 201117:00 | Polonia Warszawa   | 77:75(17:23, 23:19, 24:21, 13:12) | Anwil Włocławek    | Hala Koło, Warszawa Sędzia: Grzegorz Ziemblicki, Grzegorz Dziopak, Robert Mordal (POL) |
| 2 stycznia 201117:00 | Tony Easley 24 ... | 77:75(17:23, 23:19, 24:21, 13:12) | Paul Miller 19 ... | Hala Koło, Warszawa Sędzia: Grzegorz Ziemblicki, Grzegorz Dziopak, Robert Mordal (POL) |

| 2 stycznia 201118:00 | Polpharma Starogard Gdański | 84:75(23:20, 18:19, 19:15, 24:21) | Siarka Tarnobrzeg     | Hala im. Andrzeja Grubby, Starogard Gdański Sędzia: Tomasz Kudlicki, Robert Zieliński, Karina Kamińska (POL) |
| 2 stycznia 201118:00 | Kirk Archibeque 19 ...      | 84:75(23:20, 18:19, 19:15, 24:21) | Louis Truscott 26 ... | Hala im. Andrzeja Grubby, Starogard Gdański Sędzia: Tomasz Kudlicki, Robert Zieliński, Karina Kamińska (POL) |

| 2 stycznia 201118:00 | Kotwica Kołobrzeg      | 82:84(23:16, 22:20, 22:15, 15:33) | PBG Basket Poznań    | Hala Milenium, Kołobrzeg Sędzia: Marek Ćmikiewicz, Roman Putyra, Marek Borowy (POL) |
| 2 stycznia 201118:00 | Michał Wołoszyn 24 ... | 82:84(23:16, 22:20, 22:15, 15:33) | Cliff Hawkins 15 ... | Hala Milenium, Kołobrzeg Sędzia: Marek Ćmikiewicz, Roman Putyra, Marek Borowy (POL) |

| 2 stycznia 201118:00 | AZS Koszalin        | 83:81(17:24, 16:18, 24:14, 26:25) | Trefl Sopot           | Hala Gwardia, Koszalin Sędzia: Marek Maliszewski, Andrzej Zalewski, Paweł Białas (POL) |
| 2 stycznia 201118:00 | George Reese 19 ... | 83:81(17:24, 16:18, 24:14, 26:25) | Dragan Ćeranić 19 ... | Hala Gwardia, Koszalin Sędzia: Marek Maliszewski, Andrzej Zalewski, Paweł Białas (POL) |

| 2 stycznia 201118:00 | PGE Turów Zgorzelec  | 95:78(25:18, 24:24, 24:9, 22:27) | Energa Czarni Słupsk     | Centrum Sportowe, Zgorzelec Sędzia: Marcin Kowalski, Janusz Calik, Wojciech Liszka (POL) |
| 2 stycznia 201118:00 | Ivan Koljević 21 ... | 95:78(25:18, 24:24, 24:9, 22:27) | Jerel Blassingame 22 ... | Centrum Sportowe, Zgorzelec Sędzia: Marcin Kowalski, Janusz Calik, Wojciech Liszka (POL) |

| 2 stycznia 201120:00 | Asseco Prokom Gdynia | 83:60(20:18, 17:17, 23:12, 23:13) | Zastal Zielona Góra  | Hala Sportowo-Widowiskowa Gdynia, Gdynia Sędzia: Jakub Zamojski, Artur Fiedler, Tomasz Tomaszewski (POL) |
| 2 stycznia 201120:00 | Ratko Varda 23 ...   | 83:60(20:18, 17:17, 23:12, 23:13) | Chris Burgess 18 ... | Hala Sportowo-Widowiskowa Gdynia, Gdynia Sędzia: Jakub Zamojski, Artur Fiedler, Tomasz Tomaszewski (POL) |

### XIII kolejka
| 8 stycznia 201118:00 | Polonia Warszawa      | 40:63(12:10, 11:23, 10:7, 7:23) | Asseco Prokom Gdynia | Hala Koło, Warszawa Sędzia: Marcin Kowalski, Roman Putyra, Marek Januszonek (POL) |
| 8 stycznia 201118:00 | Darnell Hinson 13 ... | 40:63(12:10, 11:23, 10:7, 7:23) | Filip Widenow 15 ... | Hala Koło, Warszawa Sędzia: Marcin Kowalski, Roman Putyra, Marek Januszonek (POL) |

| 8 stycznia 201118:00 | Anwil Włocławek         | 65:69(20:13, 10:19, 16:16, 19:21) | PGE Turów Zgorzelec | Hala Mistrzów, Włocławek Sędzia: Tomasz Kudlicki, Tomasz Trawicki, Wojciech Imiołek (POL) |
| 8 stycznia 201118:00 | Nikola Jovanović 16 ... | 65:69(20:13, 10:19, 16:16, 19:21) | Torey Thomas 23 ... | Hala Mistrzów, Włocławek Sędzia: Tomasz Kudlicki, Tomasz Trawicki, Wojciech Imiołek (POL) |

| 8 stycznia 201118:00 | PBG Basket Poznań                 | 76:85(17:29, 19:21, 16:15, 24:20) | Polpharma Starogard Gdański           | Hala AWF, Poznań Sędzia: Jakub Zamojski, Tomasz Trojanowski, Dariusz Zapolski (POL) |
| 8 stycznia 201118:00 | Damian Kulig, Eddie Miller 15 ... | 76:85(17:29, 19:21, 16:15, 24:20) | Deonta Vaughn, Kirk Archibeque 16 ... | Hala AWF, Poznań Sędzia: Jakub Zamojski, Tomasz Trojanowski, Dariusz Zapolski (POL) |

| 9 stycznia 201118:00 | Trefl Sopot             | 87:78(19:23, 22:15, 25:17, 21:23) | Kotwica Kołobrzeg | Ergo Arena, Gdańsk/Sopot Sędzia: Dariusz Włodkowski, Mariusz Adameczek, Bartłomiej Wojdak (POL) |
| 9 stycznia 201118:00 | Marcin Stefański 25 ... | 87:78(19:23, 22:15, 25:17, 21:23) | Ted Scott 25 ...  | Ergo Arena, Gdańsk/Sopot Sędzia: Dariusz Włodkowski, Mariusz Adameczek, Bartłomiej Wojdak (POL) |

| 9 stycznia 201118:00 | Siarka Tarnobrzeg      | 93:84(23:25, 19:16, 33:21, 18:22) | Zastal Zielona Góra | OSiR "Wisła", Tarnobrzeg Sędzia: Dariusz Lenczowski, Roman Kuczyński, Janusz Kiełbiński (POL) |
| 9 stycznia 201118:00 | Stanley Pringle 21 ... | 93:84(23:25, 19:16, 33:21, 18:22) | Walter Hodge 28 ... | OSiR "Wisła", Tarnobrzeg Sędzia: Dariusz Lenczowski, Roman Kuczyński, Janusz Kiełbiński (POL) |

| 10 stycznia 201118:15 | Energa Czarni Słupsk    | 92:104(27:27, 28:29, 13:29, 24:19) | AZS Koszalin        | Hala Gryfia, Słupsk Sędzia: Jakub Zamojski, Dariusz Włodkowski, Adrian Lis (POL) |
| 10 stycznia 201118:15 | Krzysztof Roszyk 17 ... | 92:104(27:27, 28:29, 13:29, 24:19) | George Reese 25 ... | Hala Gryfia, Słupsk Sędzia: Jakub Zamojski, Dariusz Włodkowski, Adrian Lis (POL) |

### XIV kolejka
| 22 stycznia 201115:00 | Polpharma Starogard Gdański | 87:81(23:17, 21:16, 20:18, 23:30) | Trefl Sopot           | Hala im. Andrzeja Grubby, Starogard Gdański Sędzia: Dariusz Włodkowski, Artur Fiedler, Wojciech Liszka (POL) |
| 22 stycznia 201115:00 | Deonta Vaughn 24 ...        | 87:81(23:17, 21:16, 20:18, 23:30) | Filip Dylewicz 22 ... | Hala im. Andrzeja Grubby, Starogard Gdański Sędzia: Dariusz Włodkowski, Artur Fiedler, Wojciech Liszka (POL) |

| 22 stycznia 201118:00 | Kotwica Kołobrzeg | 78:68(12:18, 21:17, 14:17, 31:16) | Energa Czarni Słupsk     | Hala Milenium, Kołobrzeg Sędzia: Marek Maliszewski, Andrzej Zalewski, Damian Ottenburger (POL) |
| 22 stycznia 201118:00 | Ted Scott 29 ...  | 78:68(12:18, 21:17, 14:17, 31:16) | Cameron Bennerman 20 ... | Hala Milenium, Kołobrzeg Sędzia: Marek Maliszewski, Andrzej Zalewski, Damian Ottenburger (POL) |

| 22 stycznia 201118:00 | Asseco Prokom Gdynia | 83:63(16:23, 19:10, 21:14, 27:16) | Siarka Tarnobrzeg     | Hala Sportowo-Widowiskowa Gdynia, Gdynia Sędzia: Tomasz Trawicki, Robert Mordal, Janusz Kiełbiński (POL) |
| 22 stycznia 201118:00 | Filip Widenow 19 ... | 83:63(16:23, 19:10, 21:14, 27:16) | Louis Truscott 14 ... | Hala Sportowo-Widowiskowa Gdynia, Gdynia Sędzia: Tomasz Trawicki, Robert Mordal, Janusz Kiełbiński (POL) |

| 22 stycznia 201118:00 | AZS Koszalin        | 78:85(22:23, 14:25, 21:19, 21:18) | Anwil Włocławek    | Hala Gwardia, Koszalin Sędzia: Marcin Kowalski, Robert Aleksandrowicz, Marcin Koralewski (POL) |
| 22 stycznia 201118:00 | George Reese 24 ... | 78:85(22:23, 14:25, 21:19, 21:18) | Paul Miller 17 ... | Hala Gwardia, Koszalin Sędzia: Marcin Kowalski, Robert Aleksandrowicz, Marcin Koralewski (POL) |

| 22 stycznia 201118:00 | Polonia Warszawa                   | 71:76(14:20, 15:17, 22:23, 20:16) | PGE Turów Zgorzelec   | Hala Koło, Warszawa Sędzia: Piotr Pastusiak, Roman Putyra, Paweł Białas (POL) |
| 22 stycznia 201118:00 | Darnell Hinson, Tony Easley 21 ... | 71:76(14:20, 15:17, 22:23, 20:16) | Konrad Wysocki 22 ... | Hala Koło, Warszawa Sędzia: Piotr Pastusiak, Roman Putyra, Paweł Białas (POL) |

| 16 lutego 201118:00 | Zastal Zielona Góra | 78:82(18:25, 16:23, 23:9, 21:25) | PBG Basket Poznań   | Hala MOSiR, Zielona Góra Sędzia: Janusz Calik, Grzegorz Dziopak, Karina Kamińska (POL) |
| 16 lutego 201118:00 | James Maye 20 ...   | 78:82(18:25, 16:23, 23:9, 21:25) | Eddie Miller 28 ... | Hala MOSiR, Zielona Góra Sędzia: Janusz Calik, Grzegorz Dziopak, Karina Kamińska (POL) |

### XV kolejka
| 29 stycznia 201118:00 | PGE Turów Zgorzelec   | 72:63(21:16, 21:14, 14:8, 16:25) | Asseco Prokom Gdynia | Centrum Sportowe, Zgorzelec Sędzia: Jakub Zamojski, Marcin Kowalski, Bartłomiej Wojdak (POL) |
| 29 stycznia 201118:00 | Konrad Wysocki 14 ... | 72:63(21:16, 21:14, 14:8, 16:25) | Filip Widenow 14 ... | Centrum Sportowe, Zgorzelec Sędzia: Jakub Zamojski, Marcin Kowalski, Bartłomiej Wojdak (POL) |

| 30 stycznia 201118:00 | Polonia Warszawa    | 89:82(29:29, 13:14, 28:14, 19:25) | AZS Koszalin           | Hala Koło, Warszawa Sędzia: Janusz Calik, Grzegorz Czajka, Wojciech Liszka (POL) |
| 30 stycznia 201118:00 | Harding Nana 31 ... | 89:82(29:29, 13:14, 28:14, 19:25) | Winsome Frazier 25 ... | Hala Koło, Warszawa Sędzia: Janusz Calik, Grzegorz Czajka, Wojciech Liszka (POL) |

| 30 stycznia 201115:00 | Energa Czarni Słupsk     | 66:82(10:17, 17:22, 18:29, 21:14) | Polpharma Starogard Gdański | Hala Gryfia, Słupsk Sędzia: Grzegorz Ziemblicki, Dariusz Lenczowski, Tomasz Tomaszewski (POL) |
| 30 stycznia 201115:00 | Jerel Blassingame 17 ... | 66:82(10:17, 17:22, 18:29, 21:14) | Uroš Mirković 19 ...        | Hala Gryfia, Słupsk Sędzia: Grzegorz Ziemblicki, Dariusz Lenczowski, Tomasz Tomaszewski (POL) |

| 30 stycznia 201117:00 | Anwil Włocławek    | 87:85 (pd.)(20:25, 20:19, 21:10, 16:23, dogr. 10:8) | Kotwica Kołobrzeg | Hala Mistrzów, Włocławek Sędzia: Maciej Kotulski, Grzegorz Dziopak, Tomasz Trojanowski (POL) |
| 30 stycznia 201117:00 | Paul Miller 20 ... | 87:85 (pd.)(20:25, 20:19, 21:10, 16:23, dogr. 10:8) | Ted Scott 32 ...  | Hala Mistrzów, Włocławek Sędzia: Maciej Kotulski, Grzegorz Dziopak, Tomasz Trojanowski (POL) |

| 30 stycznia 201118:00 | PBG Basket Poznań                  | 88:67(32:20, 21:9, 21:15, 14:23) | Siarka Tarnobrzeg     | Hala AWF, Poznań Sędzia: Tomasz Kudlicki, Mariusz Adameczek, Adrian Lis (POL) |
| 30 stycznia 201118:00 | Eddie Miller, Vladimir Tica 17 ... | 88:67(32:20, 21:9, 21:15, 14:23) | Louis Truscott 22 ... | Hala AWF, Poznań Sędzia: Tomasz Kudlicki, Mariusz Adameczek, Adrian Lis (POL) |

| 2 lutego 201119:00 | Trefl Sopot           | 67:73(28:17, 18:25, 9:17, 12:14) | Zastal Zielona Góra                            | Ergo Arena, Gdańsk/Sopot Sędzia: Dariusz Szczerba, Dariusz Zapolski, Janusz Kiełbiński (POL) |
| 2 lutego 201119:00 | Filip Dylewicz 18 ... | 67:73(28:17, 18:25, 9:17, 12:14) | James Maye, Walter Hodge, Chris Burgess 15 ... | Ergo Arena, Gdańsk/Sopot Sędzia: Dariusz Szczerba, Dariusz Zapolski, Janusz Kiełbiński (POL) |

### XVI kolejka
| 5 lutego 201115:00 | Polpharma Starogard Gdański | 74:70(20:20, 25:12, 10:18, 19:20) | Anwil Włocławek        | Hala im. Andrzeja Grubby, Starogard Gdański Sędzia: Marek Ćmikiewicz, Marek Maliszewski, Robert Zieliński (POL) |
| 5 lutego 201115:00 | Brian Gilmore 16 ...        | 74:70(20:20, 25:12, 10:18, 19:20) | Łukasz Majewski 14 ... | Hala im. Andrzeja Grubby, Starogard Gdański Sędzia: Marek Ćmikiewicz, Marek Maliszewski, Robert Zieliński (POL) |

| 5 lutego 201118:00 | AZS Koszalin           | 85:78(26:25, 14:20, 22:19, 23:14) | PGE Turów Zgorzelec | Hala Gwardia, Koszalin Sędzia: Jakub Zamojski, Robert Aleksandrowicz, Roman Kuczyński (POL) |
| 5 lutego 201118:00 | Slavisa Bogavac 26 ... | 85:78(26:25, 14:20, 22:19, 23:14) | Torey Thomas 15 ... | Hala Gwardia, Koszalin Sędzia: Jakub Zamojski, Robert Aleksandrowicz, Roman Kuczyński (POL) |

| 5 lutego 201118:00 | Kotwica Kołobrzeg | 82:76(24:18, 14:21, 23:20, 21:17) | Polonia Warszawa      | Hala Milenium, Kołobrzeg Sędzia: Tomasz Trawicki, Wojciech Imiołek, Paweł Białas (POL) |
| 5 lutego 201118:00 | Ted Scott 29 ...  | 82:76(24:18, 14:21, 23:20, 21:17) | Darnell Hinson 23 ... | Hala Milenium, Kołobrzeg Sędzia: Tomasz Trawicki, Wojciech Imiołek, Paweł Białas (POL) |

| 5 lutego 201118:00 | Asseco Prokom Gdynia | 86:73(17:10, 26:23, 28:18, 15:22) | PBG Basket Poznań    | Hala Sportowo-Widowiskowa Gdynia, Gdynia Sędzia: Grzegorz Ziemblicki, Dariusz Włodkowski, Marek Januszonek (POL) |
| 5 lutego 201118:00 | Tommy Adams 16 ...   | 86:73(17:10, 26:23, 28:18, 15:22) | Vladimir Tica 19 ... | Hala Sportowo-Widowiskowa Gdynia, Gdynia Sędzia: Grzegorz Ziemblicki, Dariusz Włodkowski, Marek Januszonek (POL) |

| 6 lutego 201116:30 | Siarka Tarnobrzeg  | 63:65(16:20, 19:16, 12:13, 16:16) | Trefl Sopot           | OSiR "Wisła", Tarnobrzeg Sędzia: Dariusz Szczerba, Artur Fiedler, Karina Kamińska (POL) |
| 6 lutego 201116:30 | Daniel Wall 17 ... | 63:65(16:20, 19:16, 12:13, 16:16) | Adam Waczyński 21 ... | OSiR "Wisła", Tarnobrzeg Sędzia: Dariusz Szczerba, Artur Fiedler, Karina Kamińska (POL) |

| 6 lutego 201118:00 | Zastal Zielona Góra  | 70:94(18:20, 16:27, 22:21, 14:26) | Energa Czarni Słupsk                     | Hala MOSiR, Zielona Góra Sędzia: (POL) |
| 6 lutego 201118:00 | Chris Burgess 15 ... | 70:94(18:20, 16:27, 22:21, 14:26) | Jerel Blassingame, Paweł Leończyk 16 ... | Hala MOSiR, Zielona Góra Sędzia: (POL) |

### XVII kolejka
| 19 lutego 201115:00 | Anwil Włocławek    | 85:63(24:18, 15:12, 20:16, 26:17) | Zastal Zielona Góra | Hala Mistrzów, Włocławek Sędzia: Janusz Calik, Grzegorz Czajka, Wojciech Imiołek (POL) |
| 19 lutego 201115:00 | Paul Miller 16 ... | 85:63(24:18, 15:12, 20:16, 26:17) | James Maye 16 ...   | Hala Mistrzów, Włocławek Sędzia: Janusz Calik, Grzegorz Czajka, Wojciech Imiołek (POL) |

| 19 lutego 201118:00 | Polonia Warszawa         | 68:62(19:16, 18:10, 17:21, 14:15) | Polpharma Starogard Gdański         | Hala Koło, Warszawa Sędzia: Jakub Zamojski, Tomasz Trojanowski, Damian Ottenburger (POL) |
| 19 lutego 201118:00 | Marcin Nowakowski 15 ... | 68:62(19:16, 18:10, 17:21, 14:15) | Uroš Mirković, Brian Gilmore 14 ... | Hala Koło, Warszawa Sędzia: Jakub Zamojski, Tomasz Trojanowski, Damian Ottenburger (POL) |

| 19 lutego 201118:00 | Energa Czarni Słupsk   | 96:66(25:15, 27:15, 18:17, 26:19) | Siarka Tarnobrzeg     | Hala Gryfia, Słupsk Sędzia: Marek Ćmikiewicz, Bartłomiej Wojdak, Robert Mordal (POL) |
| 19 lutego 201118:00 | Zbigniew Białek 16 ... | 96:66(25:15, 27:15, 18:17, 26:19) | Louis Truscott 15 ... | Hala Gryfia, Słupsk Sędzia: Marek Ćmikiewicz, Bartłomiej Wojdak, Robert Mordal (POL) |

| 20 lutego 201118:00 | PGE Turów Zgorzelec                 | 89:80(30:20, 21:18, 20:18, 18:24) | Kotwica Kołobrzeg | Centrum Sportowe, Zgorzelec Sędzia: Grzegorz Ziemblicki, Mariusz Adameczek, Janusz Kiełbiński (POL) |
| 20 lutego 201118:00 | Robert Tomaszek, Marko Brkić 17 ... | 89:80(30:20, 21:18, 20:18, 18:24) | Ted Scott 26 ...  | Centrum Sportowe, Zgorzelec Sędzia: Grzegorz Ziemblicki, Mariusz Adameczek, Janusz Kiełbiński (POL) |

| 20 lutego 201118:00 | AZS Koszalin           | 83:93(20:29, 20:22, 16:27, 27:15) | Asseco Prokom Gdynia               | Hala Gwardia, Koszalin Sędzia: Tomasz Kudlicki, Dariusz Zapolski, Marcin Koralewski (POL) |
| 20 lutego 201118:00 | Winsome Frazier 22 ... | 83:93(20:29, 20:22, 16:27, 27:15) | Daniel Ewing, Filip Widenow 15 ... | Hala Gwardia, Koszalin Sędzia: Tomasz Kudlicki, Dariusz Zapolski, Marcin Koralewski (POL) |

| 21 lutego 201118:00 | Trefl Sopot           | 89:74(25:20, 18:24, 22:12, 24:18) | PBG Basket Poznań                        | Ergo Arena, Gdańsk/Sopot Sędzia: Maciej Kotulski, Grzegorz Dziopak, Tomasz Tomaszewski (POL) |
| 21 lutego 201118:00 | Adam Waczyński 18 ... | 89:74(25:20, 18:24, 22:12, 24:18) | Łukasz Wiśniewski, Piotr Stelmach 12 ... | Ergo Arena, Gdańsk/Sopot Sędzia: Maciej Kotulski, Grzegorz Dziopak, Tomasz Tomaszewski (POL) |

### XVIII kolejka
| 26 lutego 201115:00 | Zastal Zielona Góra   | 96:68(16:13, 24:15, 29:32, 27:8) | Polonia Warszawa      | Hala MOSiR, Zielona Góra Sędzia: Marcin Kowalski, Roman Kuczyński, Robert Mordal (POL) |
| 26 lutego 201115:00 | Marcin Flieger 19 ... | 96:68(16:13, 24:15, 29:32, 27:8) | Darnell Hinson 20 ... | Hala MOSiR, Zielona Góra Sędzia: Marcin Kowalski, Roman Kuczyński, Robert Mordal (POL) |

| 26 lutego 201118:00 | Siarka Tarnobrzeg      | 69:92(14:27, 17:22, 18:18, 20:25) | Anwil Włocławek       | OSiR "Wisła", Tarnobrzeg Sędzia: Dariusz Lenczowski, Roman Putyra, Wojciech Imiołek (POL) |
| 26 lutego 201118:00 | Michael Deloach 21 ... | 69:92(14:27, 17:22, 18:18, 20:25) | Dardan Berisha 19 ... | OSiR "Wisła", Tarnobrzeg Sędzia: Dariusz Lenczowski, Roman Putyra, Wojciech Imiołek (POL) |

| 26 lutego 201118:00 | PBG Basket Poznań   | 78:68(21:10, 17:22, 18:16, 22:20) | Energa Czarni Słupsk     | Hala AWF, Poznań Sędzia: Grzegorz Ziemblicki, Tomasz Trawicki, Robert Zieliński (POL) |
| 26 lutego 201118:00 | Eddie Miller 22 ... | 78:68(21:10, 17:22, 18:16, 22:20) | Cameron Bennerman 18 ... | Hala AWF, Poznań Sędzia: Grzegorz Ziemblicki, Tomasz Trawicki, Robert Zieliński (POL) |

| 26 lutego 201120:00 | Asseco Prokom Gdynia | 78:76(16:15, 16:21, 25:17, 21:23) | Trefl Sopot           | Hala Sportowo-Widowiskowa Gdynia, Gdynia Sędzia: Janusz Calik, Dariusz Włodkowski, Artur Fiedler (POL) |
| 26 lutego 201120:00 | Ratko Varda 22 ...   | 78:76(16:15, 16:21, 25:17, 21:23) | Filip Dylewicz 20 ... | Hala Sportowo-Widowiskowa Gdynia, Gdynia Sędzia: Janusz Calik, Dariusz Włodkowski, Artur Fiedler (POL) |

| 27 lutego 201118:00 | Polpharma Starogard Gdański | 90:93 (pd.)(11:18, 27:12, 21:29, 18:18, dogr. 13:16) | PGE Turów Zgorzelec | Hala im. Andrzeja Grubby, Starogard Gdański Sędzia: Tomasz Kudlicki, Marek Maliszewski, Paweł Białas (POL) |
| 27 lutego 201118:00 | Robert Skibniewski 18 ...   | 90:93 (pd.)(11:18, 27:12, 21:29, 18:18, dogr. 13:16) | Torey Thomas 26 ... | Hala im. Andrzeja Grubby, Starogard Gdański Sędzia: Tomasz Kudlicki, Marek Maliszewski, Paweł Białas (POL) |

| 16 marca 201118:00 | Kotwica Kołobrzeg     | 74:93(10:23, 20:29, 22:25, 22:16) | AZS Koszalin        | Hala Milenium, Kołobrzeg Sędzia: Dariusz Włodkowski, Tomasz Tomaszewski, Karina Kamińska (POL) |
| 16 marca 201118:00 | Darrell Harris 16 ... | 74:93(10:23, 20:29, 22:25, 22:16) | George Reese 26 ... | Hala Milenium, Kołobrzeg Sędzia: Dariusz Włodkowski, Tomasz Tomaszewski, Karina Kamińska (POL) |

### XIX kolejka
| 5 marca 201118:00 | Polonia Warszawa      | 86:61(20:14, 16:12, 28:13, 22:22) | Siarka Tarnobrzeg      | Hala Koło, Warszawa Sędzia: Grzegorz Ziemblicki, Dariusz Szczerba, Marcin Koralewski (POL) |
| 5 marca 201118:00 | Darnell Hinson 20 ... | 86:61(20:14, 16:12, 28:13, 22:22) | Michael Deloach 18 ... | Hala Koło, Warszawa Sędzia: Grzegorz Ziemblicki, Dariusz Szczerba, Marcin Koralewski (POL) |

| 5 marca 201118:00 | Energa Czarni Słupsk     | 79:94(14:26, 9:24, 26:24, 30:20) | Trefl Sopot           | Hala Gryfia, Słupsk Sędzia: Maciej Kotulski, Grzegorz Dziopak, Dariusz Zapolski (POL) |
| 5 marca 201118:00 | Mantas Česnauskis 22 ... | 79:94(14:26, 9:24, 26:24, 30:20) | Adam Waczyński 18 ... | Hala Gryfia, Słupsk Sędzia: Maciej Kotulski, Grzegorz Dziopak, Dariusz Zapolski (POL) |

| 5 marca 201118:00 | Kotwica Kołobrzeg                | 76:92(28:19, 16:24, 20:22, 12:27) | Asseco Prokom Gdynia | Hala Milenium, Kołobrzeg Sędzia: Dariusz Lenczowski, Piotr Pastusiak, Wojciech Liszka (POL) |
| 5 marca 201118:00 | Anthony Fisher, Ted Scott 18 ... | 76:92(28:19, 16:24, 20:22, 12:27) | Ratko Varda 20 ...   | Hala Milenium, Kołobrzeg Sędzia: Dariusz Lenczowski, Piotr Pastusiak, Wojciech Liszka (POL) |

| 5 marca 201119:00 | Anwil Włocławek       | 75:63(15:20, 28:13, 11:16, 21:14) | PBG Basket Poznań   | Hala Mistrzów, Włocławek Sędzia: Tomasz Kudlicki, Robert Aleksandrowicz, Bartłomiej Wojdak (POL) |
| 5 marca 201119:00 | Scott Morrison 16 ... | 75:63(15:20, 28:13, 11:16, 21:14) | Eddie Miller 21 ... | Hala Mistrzów, Włocławek Sędzia: Tomasz Kudlicki, Robert Aleksandrowicz, Bartłomiej Wojdak (POL) |

| 6 marca 201118:00 | AZS Koszalin          | 114:107 (pd.)(29:26, 23:25, 25:24, 17:19, dogr. 20:13) | Polpharma Starogard Gdański | Hala Gwardia, Koszalin Sędzia: Tomasz Trawicki, Grzegorz Czajka, Adrian Lis (POL) |
| 6 marca 201118:00 | Grady Reynolds 28 ... | 114:107 (pd.)(29:26, 23:25, 25:24, 17:19, dogr. 20:13) | Michael Hicks 20 ...        | Hala Gwardia, Koszalin Sędzia: Tomasz Trawicki, Grzegorz Czajka, Adrian Lis (POL) |

| 6 marca 201118:00 | PGE Turów Zgorzelec | 99:73(25:16, 27:22, 19:21, 28:14) | Zastal Zielona Góra                 | Centrum Sportowe, Zgorzelec Sędzia: Marek Ćmikiewicz, Andrzej Zalewski, Robert Zieliński (POL) |
| 6 marca 201118:00 | Torey Thomas 18 ... | 99:73(25:16, 27:22, 19:21, 28:14) | Tomasz Kęsicki, Walter Hodge 13 ... | Centrum Sportowe, Zgorzelec Sędzia: Marek Ćmikiewicz, Andrzej Zalewski, Robert Zieliński (POL) |

### XX kolejka
| 12 marca 201118:00 | Polpharma Starogard Gdański | 78:79(24:27, 20:14, 23:24, 11:14) | Kotwica Kołobrzeg | Hala im. Andrzeja Grubby, Starogard Gdański Sędzia: Dariusz Włodkowski, Piotr Pastusiak, Marcin Koralewski (POL) |
| 12 marca 201118:00 | Deonta Vaughn 16 ...        | 78:79(24:27, 20:14, 23:24, 11:14) | Ted Scott 24 ...  | Hala im. Andrzeja Grubby, Starogard Gdański Sędzia: Dariusz Włodkowski, Piotr Pastusiak, Marcin Koralewski (POL) |

| 12 marca 201118:00 | PBG Basket Poznań   | 87:65(18:18, 22:8, 22:14, 25:25) | Polonia Warszawa    | Hala AWF, Poznań Sędzia: Jakub Zamojski, Roman Putyra, Janusz Kiełbiński (POL) |
| 12 marca 201118:00 | Damian Kulig 19 ... | 87:65(18:18, 22:8, 22:14, 25:25) | Harding Nana 20 ... | Hala AWF, Poznań Sędzia: Jakub Zamojski, Roman Putyra, Janusz Kiełbiński (POL) |

| 12 marca 201118:00 | Trefl Sopot           | 67:60(12:14, 13:19, 21:12, 21:15) | Anwil Włocławek    | Hala Stulecia, Sopot Sędzia: Grzegorz Ziemblicki, Dariusz Szczerba, Tomasz Tomaszewski (POL) |
| 12 marca 201118:00 | Filip Dylewicz 14 ... | 67:60(12:14, 13:19, 21:12, 21:15) | Paul Miller 15 ... | Hala Stulecia, Sopot Sędzia: Grzegorz Ziemblicki, Dariusz Szczerba, Tomasz Tomaszewski (POL) |

| 12 marca 201119:00 | Siarka Tarnobrzeg      | 70:83(17:26, 22:17, 13:22, 18:18) | PGE Turów Zgorzelec | OSiR "Wisła", Tarnobrzeg Sędzia: Marcin Kowalski, Mariusz Adameczek, Karina Kamińska (POL) |
| 12 marca 201119:00 | Michael Deloach 25 ... | 70:83(17:26, 22:17, 13:22, 18:18) | Marko Brkić 19 ...  | OSiR "Wisła", Tarnobrzeg Sędzia: Marcin Kowalski, Mariusz Adameczek, Karina Kamińska (POL) |

| 13 marca 201116:00 | Zastal Zielona Góra | 113:86(34:21, 20:19, 24:26, 35:20) | AZS Koszalin                            | Hala MOSiR, Zielona Góra Sędzia: Janusz Calik, Dariusz Lenczowski, Tomasz Trojanowski (POL) |
| 13 marca 201116:00 | Walter Hodge 33 ... | 113:86(34:21, 20:19, 24:26, 35:20) | Winsome Frazier, Grzegorz Arabas 17 ... | Hala MOSiR, Zielona Góra Sędzia: Janusz Calik, Dariusz Lenczowski, Tomasz Trojanowski (POL) |

| 13 marca 201118:00 | Energa Czarni Słupsk     | 74:71(8:17, 27:19, 17:13, 22:22) | Asseco Prokom Gdynia | Hala Gryfia, Słupsk Sędzia: Tomasz Trawicki, Artur Fiedler, Andrzej Zalewski (POL) |
| 13 marca 201118:00 | Cameron Bennerman 21 ... | 74:71(8:17, 27:19, 17:13, 22:22) | Daniel Ewing 17 ...  | Hala Gryfia, Słupsk Sędzia: Tomasz Trawicki, Artur Fiedler, Andrzej Zalewski (POL) |

### XXI kolejka
| 18 marca 201119:00 | Anwil Włocławek     | 72:64(19:15, 12:13, 14:22, 27:14) | Energa Czarni Słupsk     | Hala Mistrzów, Włocławek Sędzia: Marek Ćmikiewicz, Piotr Pastusiak, Marek Borowy (POL) |
| 18 marca 201119:00 | Chris Thomas 19 ... | 72:64(19:15, 12:13, 14:22, 27:14) | Jerel Blassingame 20 ... | Hala Mistrzów, Włocławek Sędzia: Marek Ćmikiewicz, Piotr Pastusiak, Marek Borowy (POL) |

| 19 marca 201118:00 | Kotwica Kołobrzeg     | 76:66(21:20, 25:14, 22:23, 8:9) | Zastal Zielona Góra | Hala Milenium, Kołobrzeg Sędzia: Tomasz Trawicki, Wojciech Imiołek, Damian Ottenburger (POL) |
| 19 marca 201118:00 | Anthony Fisher 21 ... | 76:66(21:20, 25:14, 22:23, 8:9) | James Maye 20 ...   | Hala Milenium, Kołobrzeg Sędzia: Tomasz Trawicki, Wojciech Imiołek, Damian Ottenburger (POL) |

| 20 marca 201118:00 | Polonia Warszawa    | 62:74(19:23, 15:21, 13:13, 15:17) | Trefl Sopot                             | Hala Koło, Warszawa Sędzia: Grzegorz Ziemblicki, Roman Kuczyński, Marek Januszonek (POL) |
| 20 marca 201118:00 | Harding Nana 21 ... | 62:74(19:23, 15:21, 13:13, 15:17) | Filip Dylewicz, Marcin Stefański 11 ... | Hala Koło, Warszawa Sędzia: Grzegorz Ziemblicki, Roman Kuczyński, Marek Januszonek (POL) |

| 20 marca 201118:00 | Polpharma Starogard Gdański | 63:81(18:17, 21:20, 15:24, 9:20) | Asseco Prokom Gdynia | Hala im. Andrzeja Grubby, Starogard Gdański Sędzia: Jakub Zamojski, Maciej Kotulski, Grzegorz Dziopak (POL) |
| 20 marca 201118:00 | Deonta Vaughn 16 ...        | 63:81(18:17, 21:20, 15:24, 9:20) | Daniel Ewing 18 ...  | Hala im. Andrzeja Grubby, Starogard Gdański Sędzia: Jakub Zamojski, Maciej Kotulski, Grzegorz Dziopak (POL) |

| 20 marca 201118:00 | AZS Koszalin           | 111:88(31:21, 22:21, 32:22, 26:24) | Siarka Tarnobrzeg      | Hala Gwardia, Koszalin Sędzia: Janusz Calik, Robert Aleksandrowicz, Adrian Lis (POL) |
| 20 marca 201118:00 | Winsome Frazier 26 ... | 111:88(31:21, 22:21, 32:22, 26:24) | Michael Deloach 27 ... | Hala Gwardia, Koszalin Sędzia: Janusz Calik, Robert Aleksandrowicz, Adrian Lis (POL) |

| 20 marca 201118:00 | PGE Turów Zgorzelec | 84:76 (pd.)(20:14, 16:21, 13:12, 12:14, dogr. 6:6, 17:9) | PBG Basket Poznań     | Centrum Sportowe, Zgorzelec Sędzia: Dariusz Włodkowski, Grzegorz Czajka, Mariusz Adameczek (POL) |
| 20 marca 201118:00 | Torey Thomas 22 ... | 84:76 (pd.)(20:14, 16:21, 13:12, 12:14, dogr. 6:6, 17:9) | Piotr Stelmach 20 ... | Centrum Sportowe, Zgorzelec Sędzia: Dariusz Włodkowski, Grzegorz Czajka, Mariusz Adameczek (POL) |

### XXII kolejka
| 27 marca 201118:00 | Energa Czarni Słupsk    | 84:75(29:12, 16:23, 18:17, 21:23) | Polonia Warszawa      | Hala Gryfia, Słupsk Sędzia: Marek Ćmikiewicz, Dariusz Lenczowski, Robert Mordal (POL) |
| 27 marca 201118:00 | Krzysztof Roszyk 17 ... | 84:75(29:12, 16:23, 18:17, 21:23) | Darnell Hinson 18 ... | Hala Gryfia, Słupsk Sędzia: Marek Ćmikiewicz, Dariusz Lenczowski, Robert Mordal (POL) |

| 27 marca 201118:00 | PBG Basket Poznań     | 79:69(18:16, 18:23, 16:10, 27:20) | AZS Koszalin           | Hala AWF, Poznań Sędzia: Tomasz Kudlicki, Dariusz Szczerba, Robert Zieliński (POL) |
| 27 marca 201118:00 | Piotr Stelmach 15 ... | 79:69(18:16, 18:23, 16:10, 27:20) | Winsome Frazier 25 ... | Hala AWF, Poznań Sędzia: Tomasz Kudlicki, Dariusz Szczerba, Robert Zieliński (POL) |

| 27 marca 201118:00 | Trefl Sopot           | 80:74(25:18, 12:17, 17:12, 26:27) | PGE Turów Zgorzelec | Ergo Arena, Gdańsk/Sopot Sędzia: Marcin Kowalski, Piotr Pastusiak, Paweł Białas (POL) |
| 27 marca 201118:00 | Paweł Kikowski 16 ... | 80:74(25:18, 12:17, 17:12, 26:27) | Marko Brkić 16 ...  | Ergo Arena, Gdańsk/Sopot Sędzia: Marcin Kowalski, Piotr Pastusiak, Paweł Białas (POL) |

| 27 marca 201118:00 | Siarka Tarnobrzeg      | 82:81(27:19, 16:27, 21:17, 18:18) | Kotwica Kołobrzeg  | OSiR "Wisła", Tarnobrzeg Sędzia: Marek Maliszewski, Robert Aleksandrowicz, Dariusz Zapolski (POL) |
| 27 marca 201118:00 | Michael Deloach 20 ... | 82:81(27:19, 16:27, 21:17, 18:18) | Jessie Sapp 23 ... | OSiR "Wisła", Tarnobrzeg Sędzia: Marek Maliszewski, Robert Aleksandrowicz, Dariusz Zapolski (POL) |

| 27 marca 201118:00 | Anwil Włocławek    | 68:73(20:11, 18:18, 11:23, 19:21) | Asseco Prokom Gdynia | Hala Mistrzów, Włocławek Sędzia: Janusz Calik, Tomasz Trawicki, Wojciech Liszka (POL) |
| 27 marca 201118:00 | Paul Miller 18 ... | 68:73(20:11, 18:18, 11:23, 19:21) | Filip Widenow 21 ... | Hala Mistrzów, Włocławek Sędzia: Janusz Calik, Tomasz Trawicki, Wojciech Liszka (POL) |

| 27 marca 201118:00 | Zastal Zielona Góra | 85:91(16:17, 21:22, 27:25, 21:27) | Polpharma Starogard Gdański | Hala MOSiR, Zielona Góra Sędzia: Grzegorz Ziemblicki, Artur Fiedler, Bartłomiej Wojdak (POL) |
| 27 marca 201118:00 | Walter Hodge 32 ... | 85:91(16:17, 21:22, 27:25, 21:27) | Deonta Vaughn 18 ...        | Hala MOSiR, Zielona Góra Sędzia: Grzegorz Ziemblicki, Artur Fiedler, Bartłomiej Wojdak (POL) |

### Tabela rozgrywek
| Lp. | Drużyna                     | Mecze | Mecze wygrane | Mecze przegrane | Punkty zdobyte | Punkty stracone | Różnica punktów | Stosunek | Punkty |
| --- | --------------------------- | ----- | ------------- | --------------- | -------------- | --------------- | --------------- | -------- | ------ |
| 1.  | Asseco Prokom Gdynia        | 22    | 17            | 5               | 1750           | 1575            | +175            | 1.111    | 39     |
| 2.  | PGE Turów Zgorzelec         | 22    | 15            | 7               | 1799           | 1680            | +119            | 1.071    | 37     |
| 3.  | Trefl Sopot                 | 22    | 14            | 8               | 1708           | 1590            | +118            | 1.074    | 36     |
| 4.  | Energa Czarni Słupsk        | 22    | 14            | 8               | 1781           | 1716            | +65             | 1.038    | 36     |
| 5.  | Polpharma Starogard Gdański | 22    | 11            | 11              | 1792           | 1753            | +39             | 1.022    | 33     |
| 6.  | Anwil Włocławek             | 22    | 11            | 11              | 1696           | 1632            | +64             | 1.039    | 33     |
| 7.  | PBG Basket Poznań           | 22    | 10            | 12              | 1678           | 1685            | -7              | 0.996    | 32     |
| 8.  | AZS Koszalin                | 22    | 10            | 12              | 1868           | 1942            | -74             | 0.962    | 32     |
| 9.  | Zastal Zielona Góra         | 22    | 9             | 13              | 1692           | 1754            | -62             | 0.965    | 31     |
| 10. | Polonia Warszawa            | 22    | 9             | 13              | 1567           | 1663            | -96             | 0.942    | 31     |
| 11. | Kotwica Kołobrzeg           | 22    | 8             | 14              | 1749           | 1806            | -57             | 0.968    | 30     |
| 12. | Siarka Tarnobrzeg           | 22    | 4             | 18              | 1598           | 1882            | -284            | 0.842    | 26     |

## Faza PLAY OUT

### I kolejka
| 2 kwietnia 201118:00 | Polonia Warszawa    | 61:70(13:13, 20:20, 18:13, 10:24) | Kotwica Kołobrzeg  | Hala Koło, Warszawa Sędzia: Artur Fiedler, Tomasz Trojanowski, Damian Ottenburger (POL) |
| 2 kwietnia 201118:00 | Harding Nana 18 ... | 61:70(13:13, 20:20, 18:13, 10:24) | Jessie Sapp 18 ... | Hala Koło, Warszawa Sędzia: Artur Fiedler, Tomasz Trojanowski, Damian Ottenburger (POL) |

| 2 kwietnia 201118:00 | Zastal Zielona Góra | 89:87(15:28, 25:19, 24:23, 25:17) | Siarka Tarnobrzeg     | Hala MOSiR, Zielona Góra Sędzia: Dariusz Szczerba, Andrzej Zalewski, Adrian Lis (POL) |
| 2 kwietnia 201118:00 | James Maye 22 ...   | 89:87(15:28, 25:19, 24:23, 25:17) | Rafał Rajewicz 18 ... | Hala MOSiR, Zielona Góra Sędzia: Dariusz Szczerba, Andrzej Zalewski, Adrian Lis (POL) |

### II kolejka
| 5 kwietnia 201119:00 | Siarka Tarnobrzeg      | 61:48(14:10, 15:16, 16:12, 16:10) | Kotwica Kołobrzeg        | OSiR "Wisła", Tarnobrzeg Sędzia: Janusz Calik, Dariusz Lenczowski, Robert Mordal (POL) |
| 5 kwietnia 201119:00 | Stanley Pringle 18 ... | 61:48(14:10, 15:16, 16:12, 16:10) | Kenneth Henderson 14 ... | OSiR "Wisła", Tarnobrzeg Sędzia: Janusz Calik, Dariusz Lenczowski, Robert Mordal (POL) |

| 6 kwietnia 201118:30 | Zastal Zielona Góra | 78:66(15:19, 22:19, 26:16, 15:12) | Polonia Warszawa   | Hala MOSiR, Zielona Góra Sędzia: Grzegorz Ziemblicki, Wojciech Imiołek, Mariusz Adameczek (POL) |
| 6 kwietnia 201118:30 | Walter Hodge 18 ... | 78:66(15:19, 22:19, 26:16, 15:12) | Tony Easley 21 ... | Hala MOSiR, Zielona Góra Sędzia: Grzegorz Ziemblicki, Wojciech Imiołek, Mariusz Adameczek (POL) |

### III kolejka
| 9 kwietnia 201118:00 | Polonia Warszawa          | 88:78(25:14, 25:25, 21:20, 17:19) | Siarka Tarnobrzeg     | Hala Koło, Warszawa Sędzia: Dariusz Szczerba, Roman Kuczyński, Damian Ottenburger (POL) |
| 9 kwietnia 201118:00 | Michał Kwiatkowski 19 ... | 88:78(25:14, 25:25, 21:20, 17:19) | Louis Truscott 24 ... | Hala Koło, Warszawa Sędzia: Dariusz Szczerba, Roman Kuczyński, Damian Ottenburger (POL) |

| 9 kwietnia 201118:00 | Kotwica Kołobrzeg  | 90:97 (pd.)(30:24, 13:28, 25:16, 18:18, dogr. 4:11) | Zastal Zielona Góra  | Hala Milenium, Kołobrzeg Sędzia: Marek Maliszewski, Robert Aleksandrowicz, Janusz Kiełbiński (POL) |
| 9 kwietnia 201118:00 | Jessie Sapp 23 ... | 90:97 (pd.)(30:24, 13:28, 25:16, 18:18, dogr. 4:11) | Jakub Dłoniak 27 ... | Hala Milenium, Kołobrzeg Sędzia: Marek Maliszewski, Robert Aleksandrowicz, Janusz Kiełbiński (POL) |

### Tabela rozgrywek
| Lp. | Drużyna             | Mecze | Mecze wygrane | Mecze przegrane | Punkty zdobyte | Punkty stracone | Różnica punktów | Stosunek | Punkty |
| --- | ------------------- | ----- | ------------- | --------------- | -------------- | --------------- | --------------- | -------- | ------ |
| 9.  | Zastal Zielona Góra | 25    | 12            | 13              | 1966           | 1997            | -31             | 0.984    | 37     |
| 10. | Polonia Warszawa    | 25    | 10            | 15              | 1782           | 1889            | -107            | 0.943    | 35     |
| 11. | Kotwica Kołobrzeg   | 25    | 9             | 16              | 1957           | 2025            | -68             | 0.966    | 34     |
| 12. | Siarka Tarnobrzeg   | 25    | 5             | 20              | 1824           | 2107            | -283            | 0.866    | 30     |

Pierwotnie planowano rozegranie sześciu kolejek fazy PLAY OUT Tauron Basket Ligi, jednak po trzeciej, gdy wszystko było jasne, zarząd PLK podjął decyzje o odwołaniu pozostałych kolejek

## Faza PLAY OFF
|  |             |                             |             |                      |   |          |                      |          |  |  |       |       |       |
|  | Ćwierćfinał | Ćwierćfinał                 | Ćwierćfinał |                      |   | Półfinał | Półfinał             | Półfinał |  |  | Finał | Finał | Finał |
|  | Ćwierćfinał | Ćwierćfinał                 | Ćwierćfinał |                      |   | Półfinał | Półfinał             | Półfinał |  |  | Finał | Finał | Finał |
|  |             |                             |             |                      |   |          |                      |          |  |  |       |       |       |
|  |             |                             |             |                      |   |          |                      |          |  |  |       |       |       |
|  | 1           | Asseco Prokom Gdynia        | 3           |                      |   |          |                      |          |  |  |       |       |       |
|  | 1           | Asseco Prokom Gdynia        | 3           |                      |   |          |                      |          |  |  |       |       |       |
|  | 8           | AZS Koszalin                | 1           |                      |   |          |                      |          |  |  |       |       |       |
|  | 8           | AZS Koszalin                | 1           |                      |   | 1        | Asseco Prokom Gdynia | 4        |  |  |       |       |       |
|  |             |                             |             |                      |   | 1        | Asseco Prokom Gdynia | 4        |  |  |       |       |       |
|  |             |                             | 4           | Energa Czarni Słupsk | 1 |          |                      |          |  |  |       |       |       |
|  | 5           | Polpharma Starogard Gdański | 4           | Energa Czarni Słupsk | 1 | 1        |                      |          |  |  |       |       |       |
|  | 5           | Polpharma Starogard Gdański |             |                      |   |          |                      |          |  |  |       |       |       |
|  | 4           | Energa Czarni Słupsk        | 3           |                      |   |          |                      |          |  |  |       |       |       |
|  | 4           | Energa Czarni Słupsk        | 3           |                      |   | 1        | Asseco Prokom Gdynia | 4        |  |  |       |       |       |
|  |             |                             |             |                      |   |          |                      |          |  |  |       |       |       |
|  |             |                             | 2           | PGE Turów Zgorzelec  | 3 |          |                      |          |  |  |       |       |       |
|  | 3           | Trefl Sopot                 | 2           | PGE Turów Zgorzelec  | 3 | 3        |                      |          |  |  |       |       |       |
|  | 3           | Trefl Sopot                 |             |                      |   |          |                      |          |  |  |       |       |       |
|  | 6           | Anwil Włocławek             | 1           |                      |   |          |                      |          |  |  |       |       |       |
|  | 6           | Anwil Włocławek             | 1           |                      |   | 3        | Trefl Sopot          | 3        |  |  |       |       |       |
|  |             |                             |             |                      |   | 3        | Trefl Sopot          | 3        |  |  |       |       |       |
|  |             |                             | 2           | PGE Turów Zgorzelec  | 4 |          |                      |          |  |  |       |       |       |
|  | 7           | PBG Basket Poznań           | 2           | PGE Turów Zgorzelec  | 4 | 2        |                      |          |  |  |       |       |       |
|  | 7           | PBG Basket Poznań           |             |                      |   |          |                      |          |  |  |       |       |       |
|  | 2           | PGE Turów Zgorzelec         | 3           |                      |   |          |                      |          |  |  |       |       |       |
|  | 2           | PGE Turów Zgorzelec         | 3           |                      |   |          |                      |          |  |  |       |       |       |

### Ćwierćfinał

#### (1)Asseco Prokom Gdynia– (8)AZS Koszalin3:1
| 1 kwietnia 201117:00 | Asseco Prokom Gdynia | 104:78(27:24, 30:21, 22:15, 25:18) | AZS Koszalin          | Hala Sportowo-Widowiskowa Gdynia, Gdynia Sędzia: Tomasz Trawicki, Roman Putyra, Wojciech Liszka (POL) |
| 1 kwietnia 201117:00 | Daniel Ewing 20 ...  | 104:78(27:24, 30:21, 22:15, 25:18) | Grady Reynolds 25 ... | Hala Sportowo-Widowiskowa Gdynia, Gdynia Sędzia: Tomasz Trawicki, Roman Putyra, Wojciech Liszka (POL) |

| 2 kwietnia 201120:00 | Asseco Prokom Gdynia | 106:82(33:27, 29:21, 21:14, 23:20) | AZS Koszalin          | Hala Sportowo-Widowiskowa Gdynia, Gdynia Sędzia: Maciej Kotulski, Grzegorz Dziopak, Grzegorz Czajka (POL) |
| 2 kwietnia 201120:00 | Robert Witka 19 ...  | 106:82(33:27, 29:21, 21:14, 23:20) | Grady Reynolds 21 ... | Hala Sportowo-Widowiskowa Gdynia, Gdynia Sędzia: Maciej Kotulski, Grzegorz Dziopak, Grzegorz Czajka (POL) |

| 5 kwietnia 201118:00 | AZS Koszalin        | 83:78(22:23, 21:23, 22:17, 18:15) | Asseco Prokom Gdynia | Hala Gwardia, Koszalin Sędzia: Marek Maliszewski, Roman Putyra, Karina Kamińska (POL) |
| 5 kwietnia 201118:00 | George Reese 20 ... | 83:78(22:23, 21:23, 22:17, 18:15) | Daniel Ewing 20 ...  | Hala Gwardia, Koszalin Sędzia: Marek Maliszewski, Roman Putyra, Karina Kamińska (POL) |

| 6 kwietnia 201118:00 | AZS Koszalin           | 76:86(22:30, 22:29, 17:18, 15:9) | Asseco Prokom Gdynia | Hala Gwardia, Koszalin Sędzia: Piotr Pastusiak, Grzegorz Dziopak, Marek Januszonek (POL) |
| 6 kwietnia 201118:00 | Mateusz Bartosz 16 ... | 76:86(22:30, 22:29, 17:18, 15:9) | Ratko Varda 16 ...   | Hala Gwardia, Koszalin Sędzia: Piotr Pastusiak, Grzegorz Dziopak, Marek Januszonek (POL) |

#### (2)PGE Turów Zgorzelec– (7)PBG Basket Poznań3:2
| 1 kwietnia 201117:45 | PGE Turów Zgorzelec | 72:66(12:17, 21:20, 15:16, 24:13) | PBG Basket Poznań    | Centrum Sportowe, Zgorzelec Sędzia: Tomasz Kudlicki, Piotr Pastusiak, Wojciech Imiołek (POL) |
| 1 kwietnia 201117:45 | Torey Thomas 17 ... | 72:66(12:17, 21:20, 15:16, 24:13) | Vladimir Tica 18 ... | Centrum Sportowe, Zgorzelec Sędzia: Tomasz Kudlicki, Piotr Pastusiak, Wojciech Imiołek (POL) |

| 2 kwietnia 201118:00 | PGE Turów Zgorzelec | 73:72 (pd.)(17:14, 18:15, 15:16, 13:18, dogr. 10:9) | PBG Basket Poznań    | Centrum Sportowe, Zgorzelec Sędzia: Janusz Calik, Dariusz Lenczowski, Marek Borowy (POL) |
| 2 kwietnia 201118:00 | Torey Thomas 19 ... | 73:72 (pd.)(17:14, 18:15, 15:16, 13:18, dogr. 10:9) | Vladimir Tica 18 ... | Centrum Sportowe, Zgorzelec Sędzia: Janusz Calik, Dariusz Lenczowski, Marek Borowy (POL) |

| 5 kwietnia 201119:00 | PBG Basket Poznań     | 77:69(18:20, 17:18, 18:19, 24:12) | PGE Turów Zgorzelec | Hala AWF, Poznań Sędzia: Grzegorz Ziemblicki, Grzegorz Dziopak, Tomasz Trojanowski (POL) |
| 5 kwietnia 201119:00 | Piotr Stelmach 21 ... | 77:69(18:20, 17:18, 18:19, 24:12) | Marko Brkić 12 ...  | Hala AWF, Poznań Sędzia: Grzegorz Ziemblicki, Grzegorz Dziopak, Tomasz Trojanowski (POL) |

| 6 kwietnia 201119:00 | PBG Basket Poznań   | 69:47(20:8, 21:8, 14:14, 14:17) | PGE Turów Zgorzelec                  | Hala AWF, Poznań Sędzia: Marek Ćmikiewicz, Marcin Kowalski, Paweł Białas (POL) |
| 6 kwietnia 201119:00 | Eddie Miller 17 ... | 69:47(20:8, 21:8, 14:14, 14:17) | Daniel Kickert, David Jackson 10 ... | Hala AWF, Poznań Sędzia: Marek Ćmikiewicz, Marcin Kowalski, Paweł Białas (POL) |

| 9 kwietnia 201118:00 | PGE Turów Zgorzelec | 87:70(26:13, 16:12, 25:20, 20:25) | PBG Basket Poznań   | Centrum Sportowe, Zgorzelec Sędzia: Dariusz Włodkowski, Tomasz Trawicki, Roman Putyra (POL) |
| 9 kwietnia 201118:00 | Torey Thomas 21 ... | 87:70(26:13, 16:12, 25:20, 20:25) | Damian Kulig 15 ... | Centrum Sportowe, Zgorzelec Sędzia: Dariusz Włodkowski, Tomasz Trawicki, Roman Putyra (POL) |

#### (3)Trefl Sopot– (6)Anwil Włocławek3:1
| 1 kwietnia 201119:00 | Trefl Sopot             | 84:78(14:21, 20:20, 23:15, 27:22) | Anwil Włocławek      | Ergo Arena, Gdańsk/Sopot Sędzia: Grzegorz Ziemblicki, Marek Maliszewski, Robert Aleksandrowicz (POL) |
| 1 kwietnia 201119:00 | Lawrence Kinnard 15 ... | 84:78(14:21, 20:20, 23:15, 27:22) | Andrzej Pluta 15 ... | Ergo Arena, Gdańsk/Sopot Sędzia: Grzegorz Ziemblicki, Marek Maliszewski, Robert Aleksandrowicz (POL) |

| 2 kwietnia 201118:00 | Trefl Sopot             | 68:76(17:16, 20:17, 12:22, 19:21) | Anwil Włocławek      | Ergo Arena, Gdańsk/Sopot Sędzia: Marek Ćmikiewicz, Dariusz Zapolski, Marcin Koralewski (POL) |
| 2 kwietnia 201118:00 | Marcin Stefański 11 ... | 68:76(17:16, 20:17, 12:22, 19:21) | Andrzej Pluta 23 ... | Ergo Arena, Gdańsk/Sopot Sędzia: Marek Ćmikiewicz, Dariusz Zapolski, Marcin Koralewski (POL) |

| 5 kwietnia 201120:30 | Anwil Włocławek      | 75:79 (pd.)(16:19, 12:8, 20:20, 17:18, dogr. 10:14) | Trefl Sopot           | Hala Mistrzów, Włocławek Sędzia: Jakub Zamojski, Dariusz Włodkowski, Robert Zieliński (POL) |
| 5 kwietnia 201120:30 | Andrzej Pluta 14 ... | 75:79 (pd.)(16:19, 12:8, 20:20, 17:18, dogr. 10:14) | Filip Dylewicz 24 ... | Hala Mistrzów, Włocławek Sędzia: Jakub Zamojski, Dariusz Włodkowski, Robert Zieliński (POL) |

| 6 kwietnia 201119:00 | Anwil Włocławek         | 89:99 (pd.)(21:25, 22:19, 16:20, 24:19, dogr. 6:16) | Trefl Sopot           | Hala Mistrzów, Włocławek Sędzia: Maciej Kotulski, Roman Kuczyński, Grzegorz Czajka (POL) |
| 6 kwietnia 201119:00 | Nikola Jovanović 25 ... | 89:99 (pd.)(21:25, 22:19, 16:20, 24:19, dogr. 6:16) | Filip Dylewicz 30 ... | Hala Mistrzów, Włocławek Sędzia: Maciej Kotulski, Roman Kuczyński, Grzegorz Czajka (POL) |

#### (4)Energa Czarni Słupsk– (5)Polpharma Starogard Gdański3:1
| 1 kwietnia 201118:00 | Energa Czarni Słupsk     | 84:75(23:15, 21:15, 18:24, 22:21) | Polpharma Starogard Gdański | Hala Gryfia, Słupsk Sędzia: Marcin Kowalski, Dariusz Włodkowski, Tomasz Tomaszewski (POL) |
| 1 kwietnia 201118:00 | Mantas Česnauskis 16 ... | 84:75(23:15, 21:15, 18:24, 22:21) | Deonta Vaughn 15 ...        | Hala Gryfia, Słupsk Sędzia: Marcin Kowalski, Dariusz Włodkowski, Tomasz Tomaszewski (POL) |

| 2 kwietnia 201116:00 | Energa Czarni Słupsk | 89:70(22:17, 22:24, 15:12, 30:17) | Polpharma Starogard Gdański                            | Hala Gryfia, Słupsk Sędzia: Jakub Zamojski, Roman Kuczyński, Bartłomiej Wojdak (POL) |
| 2 kwietnia 201116:00 | William Avery 16 ... | 89:70(22:17, 22:24, 15:12, 30:17) | Robert Skibniewski, Deonta Vaughn, Kamil Chanas 13 ... | Hala Gryfia, Słupsk Sędzia: Jakub Zamojski, Roman Kuczyński, Bartłomiej Wojdak (POL) |

| 5 kwietnia 201118:15 | Polpharma Starogard Gdański | 82:69(20:23, 19:17, 16:8, 27:21) | Energa Czarni Słupsk     | Hala im. Andrzeja Grubby, Starogard Gdański Sędzia: Marek Ćmikiewicz, Piotr Pastusiak, Marcin Koralewski (POL) |
| 5 kwietnia 201118:15 | Uroš Mirković 23 ...        | 82:69(20:23, 19:17, 16:8, 27:21) | Jerel Blassingame 25 ... | Hala im. Andrzeja Grubby, Starogard Gdański Sędzia: Marek Ćmikiewicz, Piotr Pastusiak, Marcin Koralewski (POL) |

| 6 kwietnia 201120:30 | Polpharma Starogard Gdański | 70:84(11:15, 19:16, 16:26, 24:27) | Energa Czarni Słupsk     | Hala im. Andrzeja Grubby, Starogard Gdański Sędzia: Tomasz Kudlicki, Tomasz Trawicki, Artur Fiedler (POL) |
| 6 kwietnia 201120:30 | Kamil Chanas 13 ...         | 70:84(11:15, 19:16, 16:26, 24:27) | Jerel Blassingame 21 ... | Hala im. Andrzeja Grubby, Starogard Gdański Sędzia: Tomasz Kudlicki, Tomasz Trawicki, Artur Fiedler (POL) |

### Półfinał

#### (1)Asseco Prokom Gdynia– (4)Energa Czarni Słupsk4:1
| 12 kwietnia 201118:00 | Asseco Prokom Gdynia | 74:59(21:24, 18:11, 19:14, 16:10) | Energa Czarni Słupsk | Hala Sportowo-Widowiskowa Gdynia, Gdynia Sędzia: Jakub Zamojski, Dariusz Włodkowski, Tomasz Tomaszewski (POL) |
| 12 kwietnia 201118:00 | Daniel Ewing 14 ...  | 74:59(21:24, 18:11, 19:14, 16:10) | Ermin Jazvin 18 ...  | Hala Sportowo-Widowiskowa Gdynia, Gdynia Sędzia: Jakub Zamojski, Dariusz Włodkowski, Tomasz Tomaszewski (POL) |

| 14 kwietnia 201118:00 | Asseco Prokom Gdynia                | 63:76(15:21, 16:23, 17:14, 15:18) | Energa Czarni Słupsk  | Hala Sportowo-Widowiskowa Gdynia, Gdynia Sędzia: Marek Ćmikiewicz, Dariusz Lenczowski, Artur Fiedler (POL) |
| 14 kwietnia 201118:00 | Daniel Ewing, Adam Hrycaniuk 13 ... | 63:76(15:21, 16:23, 17:14, 15:18) | Paweł Leończyk 20 ... | Hala Sportowo-Widowiskowa Gdynia, Gdynia Sędzia: Marek Ćmikiewicz, Dariusz Lenczowski, Artur Fiedler (POL) |

| 17 kwietnia 201118:30 | Energa Czarni Słupsk     | 66:70(18:13, 17:20, 11:14, 20:23) | Asseco Prokom Gdynia             | Hala Gryfia, Słupsk Sędzia: Janusz Calik, Tomasz Kudlicki, Wojciech Liszka (POL) |
| 17 kwietnia 201118:30 | Mantas Česnauskis 23 ... | 66:70(18:13, 17:20, 11:14, 20:23) | Daniel Ewing, Tommy Adams 14 ... | Hala Gryfia, Słupsk Sędzia: Janusz Calik, Tomasz Kudlicki, Wojciech Liszka (POL) |

| 19 kwietnia 201118:00 | Energa Czarni Słupsk     | 78:87(25:29, 20:18, 14:27, 19:13) | Asseco Prokom Gdynia | Hala Gryfia, Słupsk Sędzia: Marcin Kowalski, Dariusz Włodkowski, Robert Aleksandrowicz (POL) |
| 19 kwietnia 201118:00 | Jerel Blassingame 19 ... | 78:87(25:29, 20:18, 14:27, 19:13) | Daniel Ewing 17 ...  | Hala Gryfia, Słupsk Sędzia: Marcin Kowalski, Dariusz Włodkowski, Robert Aleksandrowicz (POL) |

| 27 kwietnia 201118:00 | Asseco Prokom Gdynia                | 74:61(24:20, 16:18, 13:12, 21:11) | Energa Czarni Słupsk     | Hala Sportowo-Widowiskowa Gdynia, Gdynia Sędzia: Tomasz Trawicki, Maciej Kotulski, Piotr Pastusiak (POL) |
| 27 kwietnia 201118:00 | Robert Witka, Adam Hrycaniuk 14 ... | 74:61(24:20, 16:18, 13:12, 21:11) | Jerel Blassingame 23 ... | Hala Sportowo-Widowiskowa Gdynia, Gdynia Sędzia: Tomasz Trawicki, Maciej Kotulski, Piotr Pastusiak (POL) |

#### (2)PGE Turów Zgorzelec– (3)Trefl Sopot4:3
| 13 kwietnia 201118:00 | PGE Turów Zgorzelec | 62:76(15:23, 13:16, 25:17, 9:20) | Trefl Sopot           | Centrum Sportowe, Zgorzelec Sędzia: Janusz Calik, Maciej Kotulski, Marcin Koralewski (POL) |
| 13 kwietnia 201118:00 | Torey Thomas 13 ... | 62:76(15:23, 13:16, 25:17, 9:20) | Filip Dylewicz 24 ... | Centrum Sportowe, Zgorzelec Sędzia: Janusz Calik, Maciej Kotulski, Marcin Koralewski (POL) |

| 15 kwietnia 201118:00 | PGE Turów Zgorzelec   | 77:66(18:19, 17:18, 22:14, 20:15) | Trefl Sopot           | Centrum Sportowe, Zgorzelec Sędzia: Marcin Kowalski, Piotr Pastusiak, Grzegorz Dziopak (POL) |
| 15 kwietnia 201118:00 | Konrad Wysocki 16 ... | 77:66(18:19, 17:18, 22:14, 20:15) | Dragan Ćeranić 16 ... | Centrum Sportowe, Zgorzelec Sędzia: Marcin Kowalski, Piotr Pastusiak, Grzegorz Dziopak (POL) |

| 18 kwietnia 201120:00 | Trefl Sopot                              | 82:69(22:21, 21:8, 17:18, 22:22) | PGE Turów Zgorzelec | Ergo Arena, Gdańsk/Sopot Sędzia: Jakub Zamojski, Dariusz Lenczowski, Andrzej Zalewski (POL) |
| 18 kwietnia 201120:00 | Giedrius Gustas, Lawrence Kinnard 16 ... | 82:69(22:21, 21:8, 17:18, 22:22) | Torey Thomas 21 ... | Ergo Arena, Gdańsk/Sopot Sędzia: Jakub Zamojski, Dariusz Lenczowski, Andrzej Zalewski (POL) |

| 20 kwietnia 201118:00 | Trefl Sopot                           | 82:91(14:25, 19:20, 19:16, 30:30) | PGE Turów Zgorzelec | Ergo Arena, Gdańsk/Sopot Sędzia: Grzegorz Ziemblicki, Dariusz Szczerba, Dariusz Zapolski (POL) |
| 20 kwietnia 201118:00 | Filip Dylewicz, Adam Waczyński 17 ... | 82:91(14:25, 19:20, 19:16, 30:30) | Torey Thomas 22 ... | Ergo Arena, Gdańsk/Sopot Sędzia: Grzegorz Ziemblicki, Dariusz Szczerba, Dariusz Zapolski (POL) |

| 28 kwietnia 201118:00 | PGE Turów Zgorzelec | 78:77(19:18, 25:15, 16:20, 18:24) | Trefl Sopot           | Centrum Sportowe, Zgorzelec Sędzia: Grzegorz Ziemblicki, Tomasz Kudlicki, Artur Fiedler (POL) |
| 28 kwietnia 201118:00 | Torey Thomas 20 ... | 78:77(19:18, 25:15, 16:20, 18:24) | Filip Dylewicz 19 ... | Centrum Sportowe, Zgorzelec Sędzia: Grzegorz Ziemblicki, Tomasz Kudlicki, Artur Fiedler (POL) |

| 1 maja 201115:00 | Trefl Sopot             | 93:79(26:13, 17:22, 26:21, 24:23) | PGE Turów Zgorzelec | Ergo Arena, Gdańsk/Sopot Sędzia: Marek Ćmikiewicz, Dariusz Włodkowski, Roman Kuczyński (POL) |
| 1 maja 201115:00 | Lawrence Kinnard 28 ... | 93:79(26:13, 17:22, 26:21, 24:23) | Torey Thomas 20 ... | Ergo Arena, Gdańsk/Sopot Sędzia: Marek Ćmikiewicz, Dariusz Włodkowski, Roman Kuczyński (POL) |

| 4 maja 201118:00 | PGE Turów Zgorzelec  | 77:67(23:25, 22:9, 15:14, 17:19) | Trefl Sopot           | Centrum Sportowe, Zgorzelec Sędzia: Janusz Calik, Marcin Kowalski, Dariusz Zapolski (POL) |
| 4 maja 201118:00 | David Jackson 23 ... | 77:67(23:25, 22:9, 15:14, 17:19) | Adam Waczyński 18 ... | Centrum Sportowe, Zgorzelec Sędzia: Janusz Calik, Marcin Kowalski, Dariusz Zapolski (POL) |

### O 3. miejsce

#### (3)Trefl Sopot– (4)Energa Czarni Słupsk0:2
| 7 maja 201115:30 | Trefl Sopot           | 83:86(18:16, 19:20, 23:26, 23:24) | Energa Czarni Słupsk | Ergo Arena, Gdańsk/Sopot Sędzia: Marek Ćmikiewicz, Andrzej Zalewski, Wojciech Liszka (POL) |
| 7 maja 201115:30 | Adam Waczyński 23 ... | 83:86(18:16, 19:20, 23:26, 23:24) | Bryan Davis 19 ...   | Ergo Arena, Gdańsk/Sopot Sędzia: Marek Ćmikiewicz, Andrzej Zalewski, Wojciech Liszka (POL) |

| 10 maja 201118:00 | Energa Czarni Słupsk    | 72:71(35:20, 11:14, 13:21, 13:16) | Trefl Sopot             | Hala Gryfia, Słupsk Sędzia: Grzegorz Ziemblicki, Grzegorz Dziopak, Dariusz Zapolski (POL) |
| 10 maja 201118:00 | Krzysztof Roszyk 14 ... | 72:71(35:20, 11:14, 13:21, 13:16) | Lawrence Kinnard 18 ... | Hala Gryfia, Słupsk Sędzia: Grzegorz Ziemblicki, Grzegorz Dziopak, Dariusz Zapolski (POL) |

### Finał

#### (1)Asseco Prokom Gdynia– (2)PGE Turów Zgorzelec4:3
| 7 maja 201120:30 | Asseco Prokom Gdynia | 88:79(16:20, 27:22, 16:12, 29:25) | PGE Turów Zgorzelec  | Hala Sportowo-Widowiskowa Gdynia, Gdynia Sędzia: Jakub Zamojski, Maciej Kotulski, Dariusz Lenczowski (POL) |
| 7 maja 201120:30 | Daniel Ewing 23 ...  | 88:79(16:20, 27:22, 16:12, 29:25) | David Jackson 16 ... | Hala Sportowo-Widowiskowa Gdynia, Gdynia Sędzia: Jakub Zamojski, Maciej Kotulski, Dariusz Lenczowski (POL) |

| 9 maja 201118:00 | Asseco Prokom Gdynia | 66:81(16:18, 8:21, 18:27, 24:15) | PGE Turów Zgorzelec | Hala Sportowo-Widowiskowa Gdynia, Gdynia Sędzia: Janusz Calik, Dariusz Włodkowski, Piotr Pastusiak (POL) |
| 9 maja 201118:00 | Daniel Ewing 15 ...  | 66:81(16:18, 8:21, 18:27, 24:15) | Torey Thomas 31 ... | Hala Sportowo-Widowiskowa Gdynia, Gdynia Sędzia: Janusz Calik, Dariusz Włodkowski, Piotr Pastusiak (POL) |

| 12 maja 201118:00 | PGE Turów Zgorzelec | 56:81(20:23, 17:19, 13:19, 6:20) | Asseco Prokom Gdynia | Centrum Sportowe, Zgorzelec Sędzia: Marek Ćmikiewicz, Tomasz Kudlicki, Dariusz Włodkowski (POL) |
| 12 maja 201118:00 | Torey Thomas 21 ... | 56:81(20:23, 17:19, 13:19, 6:20) | Ratko Varda 18 ...   | Centrum Sportowe, Zgorzelec Sędzia: Marek Ćmikiewicz, Tomasz Kudlicki, Dariusz Włodkowski (POL) |

| 14 maja 201118:00 | PGE Turów Zgorzelec   | 54:48(15:8, 11:10, 10:15, 18:15) | Asseco Prokom Gdynia | Centrum Sportowe, Zgorzelec Sędzia: Jakub Zamojski, Marcin Kowalski, Tomasz Trawicki (POL) |
| 14 maja 201118:00 | Daniel Kickert 16 ... | 54:48(15:8, 11:10, 10:15, 18:15) | Daniel Ewing 13 ...  | Centrum Sportowe, Zgorzelec Sędzia: Jakub Zamojski, Marcin Kowalski, Tomasz Trawicki (POL) |

| 17 maja 201118:00 | Asseco Prokom Gdynia | 79:84 (pd.)(17:18, 19:13, 16:23, 12:10, dogr. 15:20) | PGE Turów Zgorzelec  | Hala Sportowo-Widowiskowa Gdynia, Gdynia Sędzia: Marek Ćmikiewicz, Tomasz Kudlicki, Dariusz Lenczowski (POL) |
| 17 maja 201118:00 | Qyntel Woods 18 ...  | 79:84 (pd.)(17:18, 19:13, 16:23, 12:10, dogr. 15:20) | David Jackson 18 ... | Hala Sportowo-Widowiskowa Gdynia, Gdynia Sędzia: Marek Ćmikiewicz, Tomasz Kudlicki, Dariusz Lenczowski (POL) |

| 20 maja 201118:00 | PGE Turów Zgorzelec   | 64:72(15:15, 16:22, 17:13, 16:22) | Asseco Prokom Gdynia | Centrum Sportowe, Zgorzelec Sędzia: Janusz Calik, Dariusz Włodkowski, Tomasz Trawicki (POL) |
| 20 maja 201118:00 | Daniel Kickert 16 ... | 64:72(15:15, 16:22, 17:13, 16:22) | Filip Widenow 14 ... | Centrum Sportowe, Zgorzelec Sędzia: Janusz Calik, Dariusz Włodkowski, Tomasz Trawicki (POL) |

| 23 maja 201118:00 | Asseco Prokom Gdynia  | 76:71(24:9, 14:17, 12:15, 26:30) | PGE Turów Zgorzelec   | Hala Sportowo-Widowiskowa Gdynia, Gdynia Sędzia: Jakub Zamojski, Marcin Kowalski, Piotr Pastusiak (POL) |
| 23 maja 201118:00 | Ronnie Burrell 12 ... | 76:71(24:9, 14:17, 12:15, 26:30) | Daniel Kickert 18 ... | Hala Sportowo-Widowiskowa Gdynia, Gdynia Sędzia: Jakub Zamojski, Marcin Kowalski, Piotr Pastusiak (POL) |

## Ostateczna kolejność
|     |                             |
| Lp. | Drużyna                     |
|     | Asseco Prokom Gdynia        |
|     | PGE Turów Zgorzelec         |
|     | Energa Czarni Słupsk        |
| 4.  | Trefl Sopot                 |
| 5.  | Polpharma Starogard Gdański |
| 6.  | Anwil Włocławek             |
| 7.  | PBG Basket Poznań           |
| 8.  | AZS Koszalin                |
| 9.  | Zastal Zielona Góra         |
| 10. | Polonia Warszawa            |
| 11. | Kotwica Kołobrzeg           |
| 12. | Siarka Tarnobrzeg           |

Awans do Tauron Basket Ligi wywalczyły: AZS Politechnika Warszawska, ŁKS Sphinx Łódź
Z Tauron Basket Ligi do I ligi spadła Siarka Tarnobrzeg